# Musée du Pays rabastinois
Le musée du Pays rabastinois, installé à Rabastens (Tarn) dans l'hôtel particulier fin XVIIe siècle de la famille de La Fite, présente d'importantes collections d'archéologie, d'art et d'histoire locale, ainsi que des expositions temporaires d'art ancien ou contemporain.

## Historique
Le musée du Pays rabastinois est installé dans l'hôtel de Lafite de Pelleport une demeure aristocratique de la fin du XVIIe siècle, devenu musée municipal en 1985, il est inscrit au titre des  monuments historiques .
Décédé à 89 ans, en 2023 Jean-Christian Tautil, ancien maître de conférences à l'UHA, à Mulhouse, lègue sa collection au musée et un patrimoine d'une valeur d'environ 400 000 euros pour la mettre en valeur.

## Les collections

### Archéologie
- Une section est dédiée à la Préhistoire.
- Une section Antiquité qui permet de voir le résultat de fouilles menées dans les années 1970 : une grande mosaïque gallo-romaine de la villa gallo-romaine de Las Peyras, ainsi que de nombreux objets de la vie quotidienne de cette époque[4].

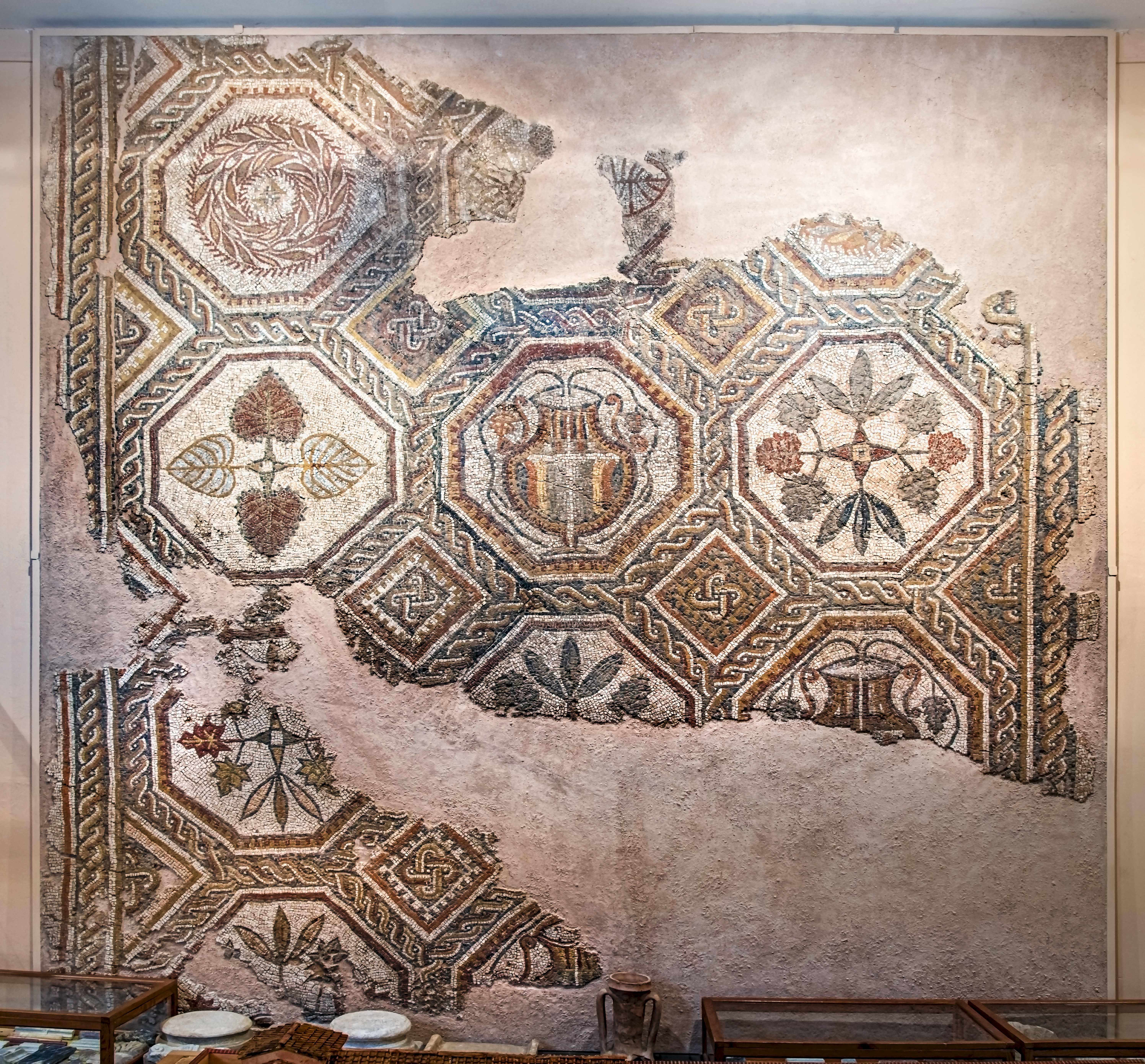
Mosaïque de la villa gallo-romaine de Las Peyras.

### Céramique
Le musée renferme la collection la plus complète de terres vernissés de Giroussens. Cette production s'échelonne du XVIIe au milieu du XIXe siècle.

### Charpenterie
Une salle est consacrée aux chefs-d'œuvre du compagnon charpentier Roger Bellegarde.

### Peinture et dessin
- Jane Atché (1872-1937), peintre et affichiste[7]. Élève de Firmin Bouisset, Jean-Paul Laurens, Jean-Joseph Benjamin-Constant, Alfons Mucha à l'Académie Julian à Paris. Une salle du musée est consacrée à Louise et Jane Atché. Sont présentés des dessins, des peintures sur toile et sur céramique, des lithographies et des affiches.

La salle Jane et Louise Atché.
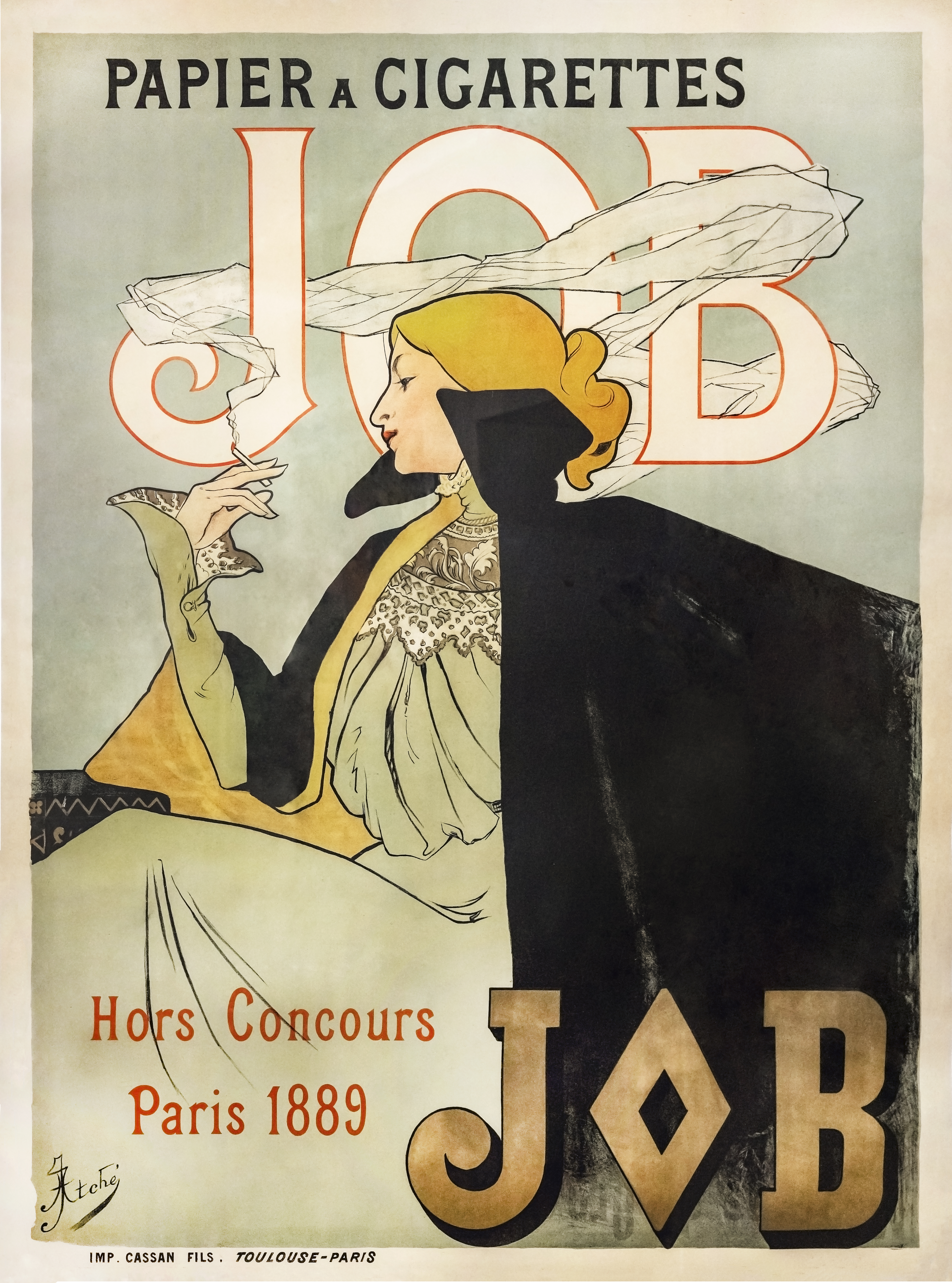
Affiche pour le papier à cigarette JOB (1896) par Jane Atché.
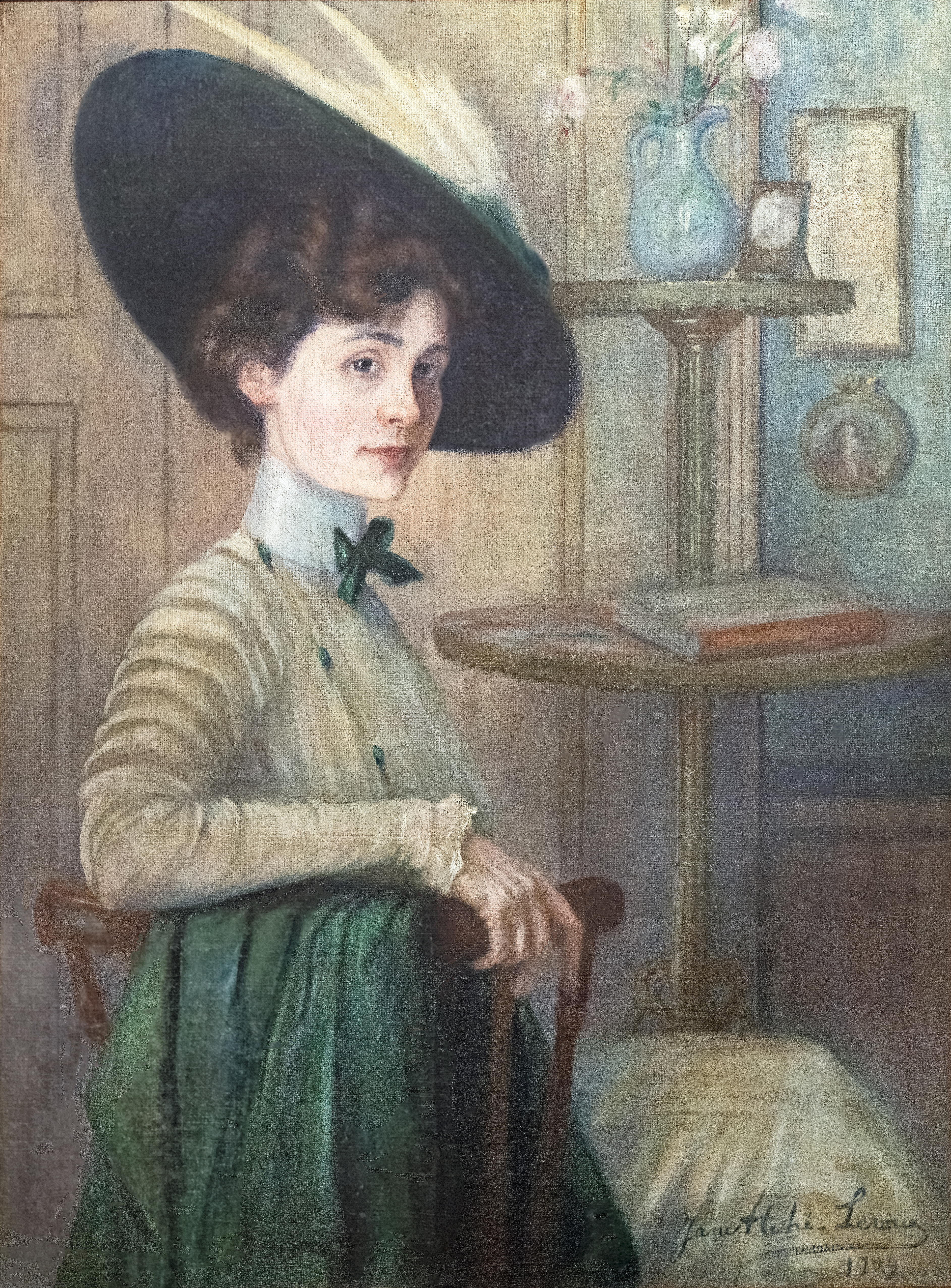
Jane Atché, Autoportrait au chapeau vert (1909).
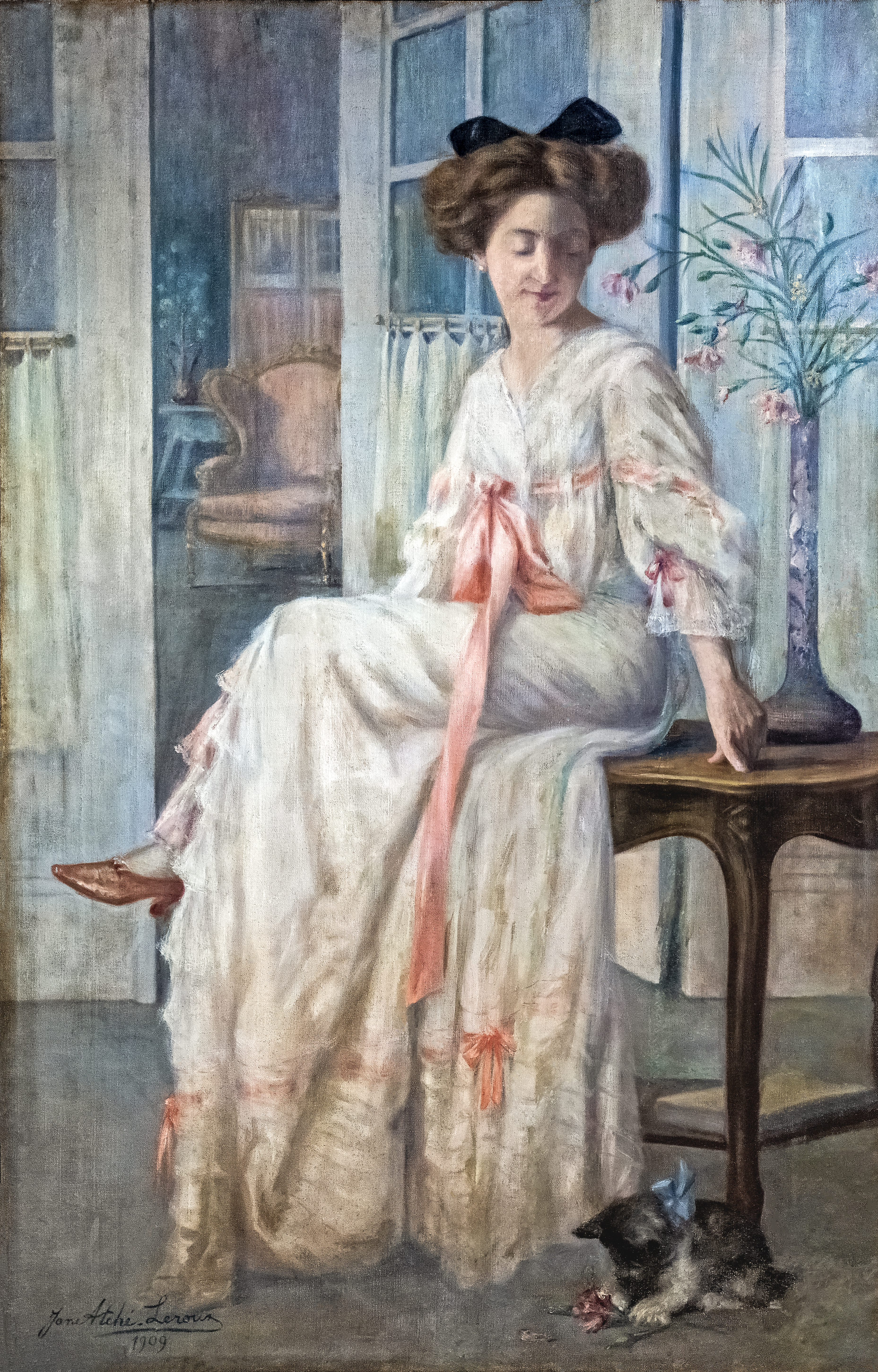
Jane Atché, Portrait de Madame A.J (1909).

- Luce Boyals[8] :

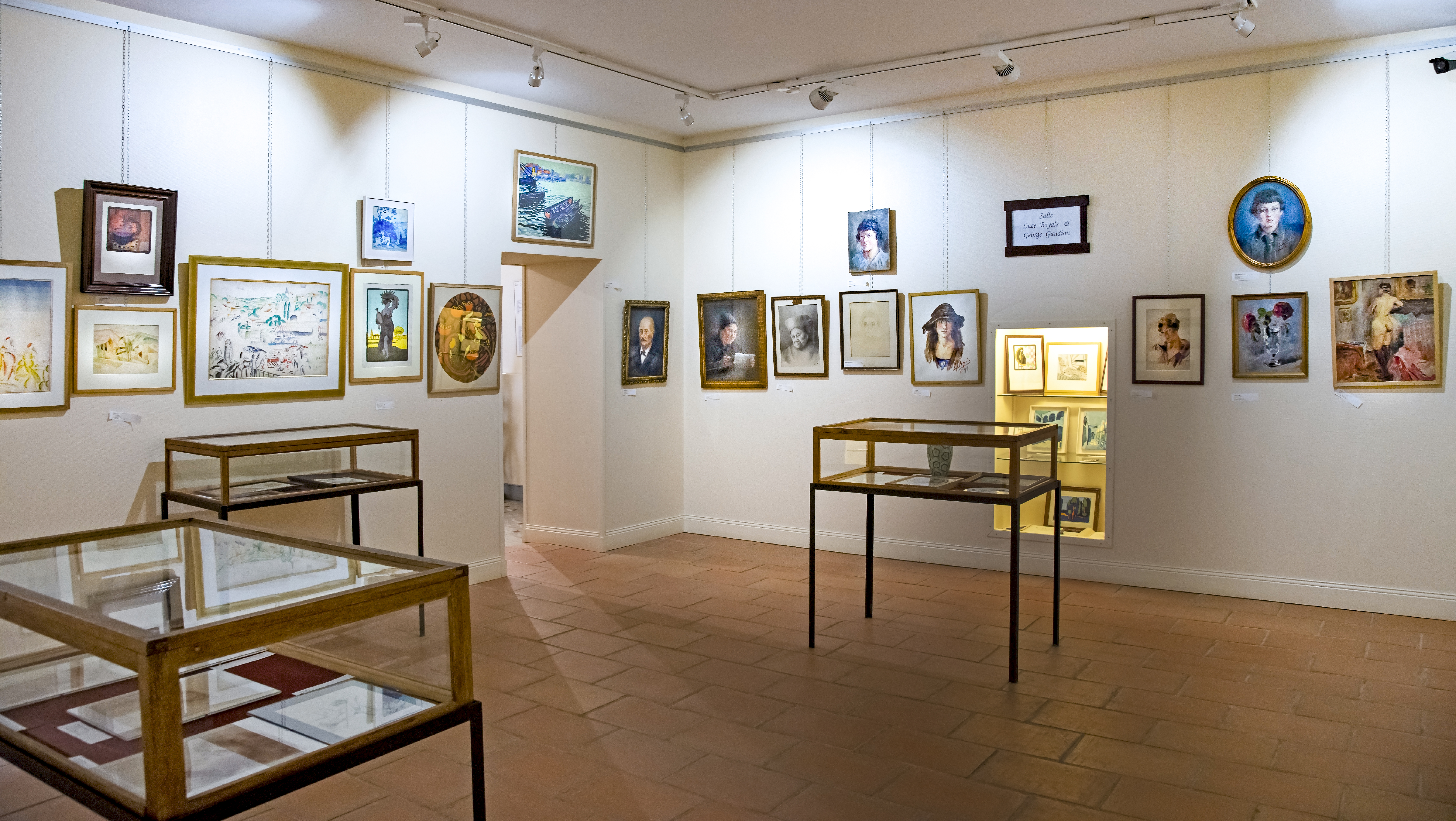
Salle Luce Boyals.
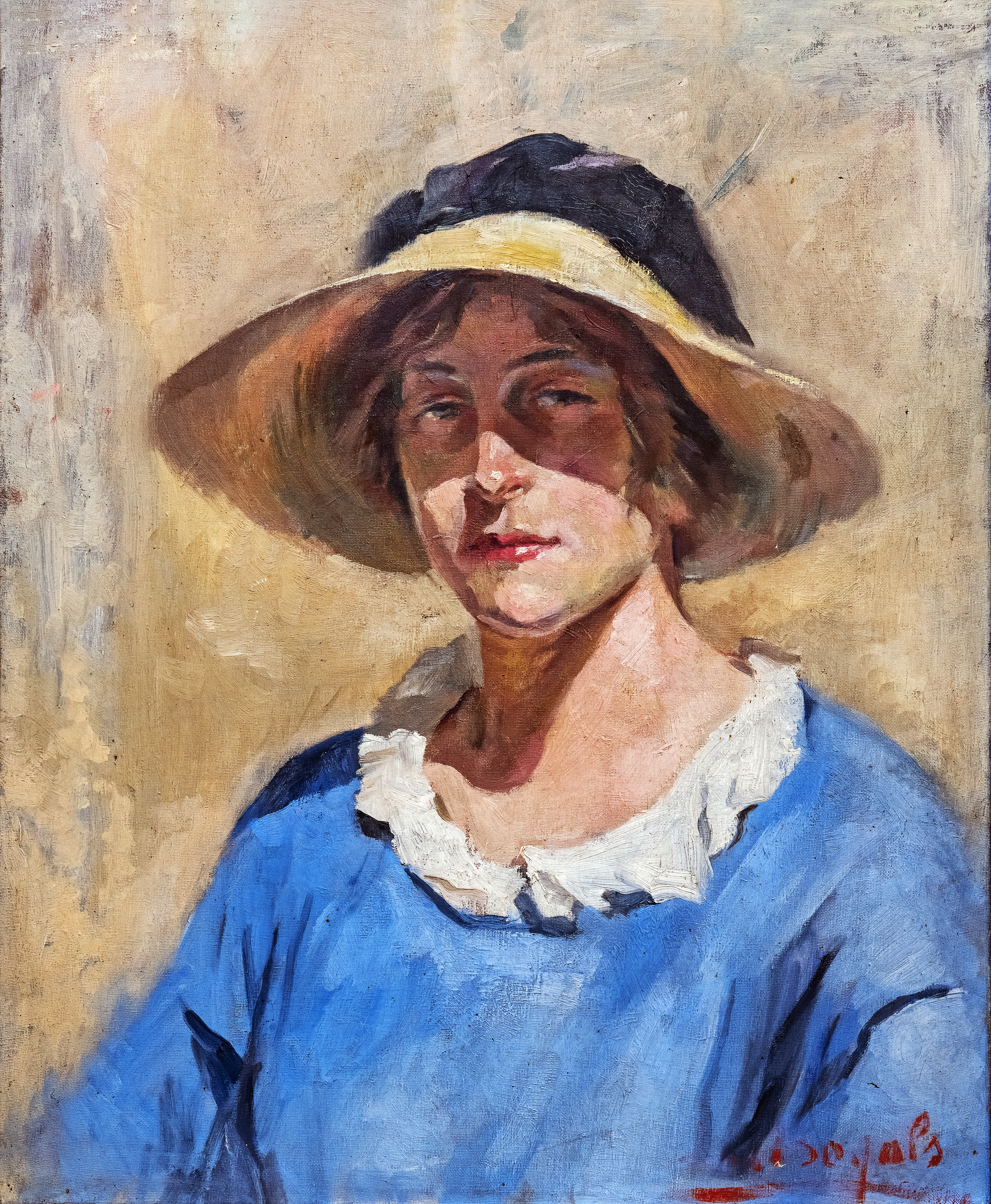
Autoportrait au chapeau de paille.
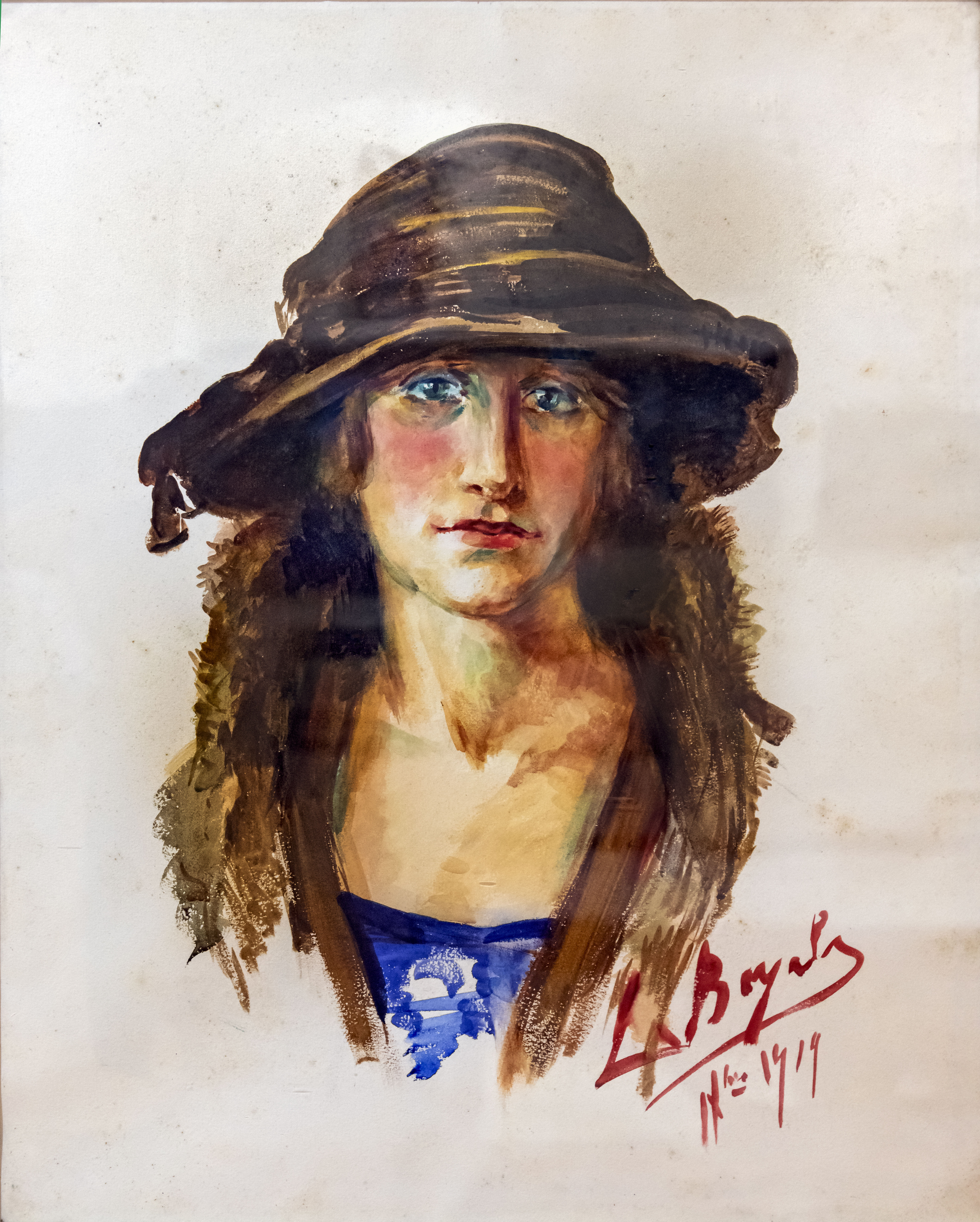
Autoportrait, 1919.

- - Il existe plusieurs autoportraits de cette peintre, dont Autoportrait au chapeau de paille ; Autoportrait de 1919

Aquarelle sur papier
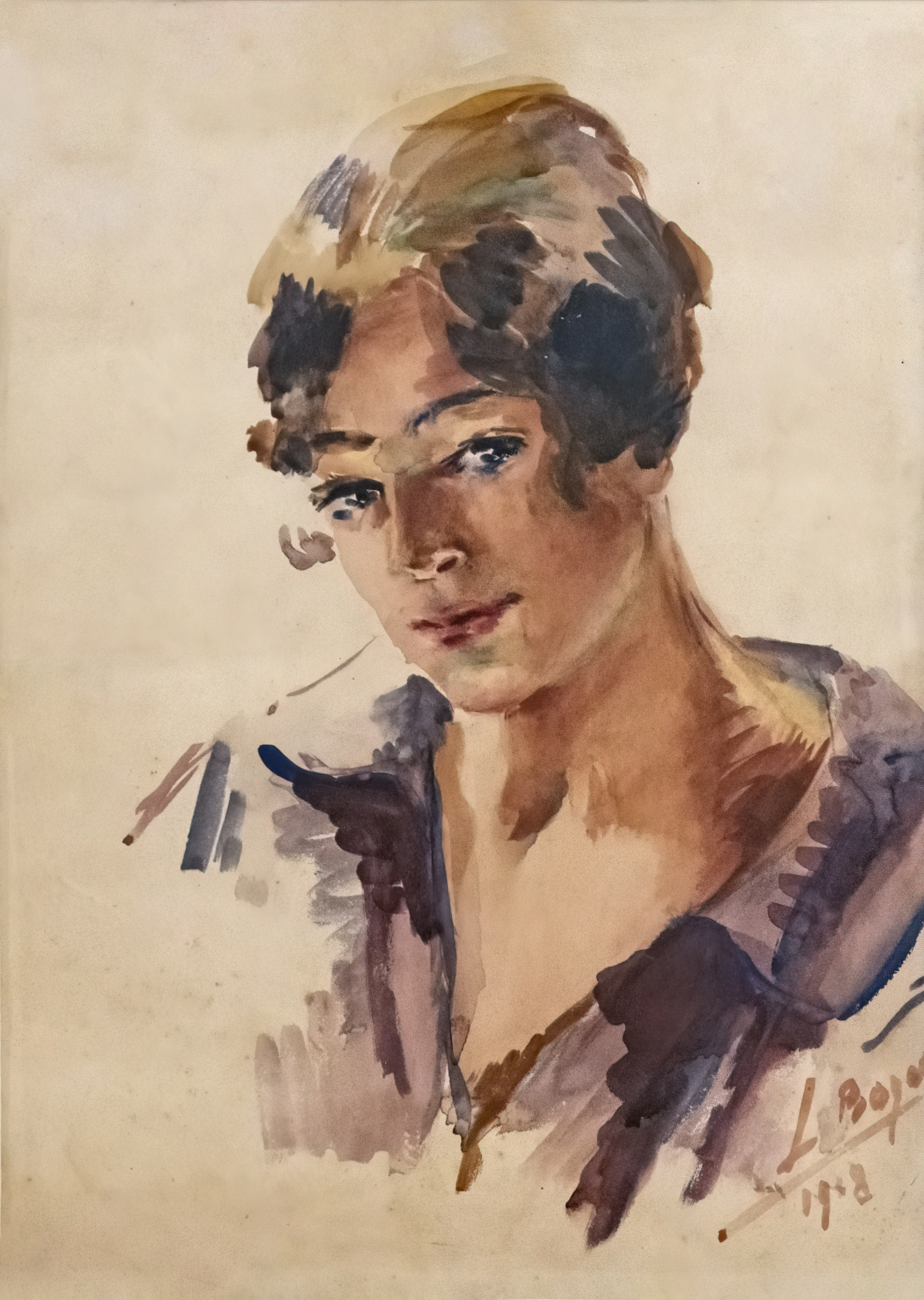
Buste de femme - Aquarelle sur papier, 1918.
Fillette au chat.

- - Buste de femme, Fillette au chat  - Aquarelle sur papier 1918;
  - Commérages, Jeune fille aux macarons, Le bouquet d'Anémones, Jeune femme aux chiens,Nu de dos, Nu assis - huiles sur toile ;
  - Portait d'un Rabastinois, deux portraits du même modèle ;
  - Portrait de Georges Gaudion, 1935, peintre toulousain qui deviendra son mari ;
  - Portrait de Giovanni Leonardi, sculpteur franco-italien qui a séjourné longtemps à Rabastens ;
  - Verre aux roses-  Huile sur carton

Peinture à l'huile
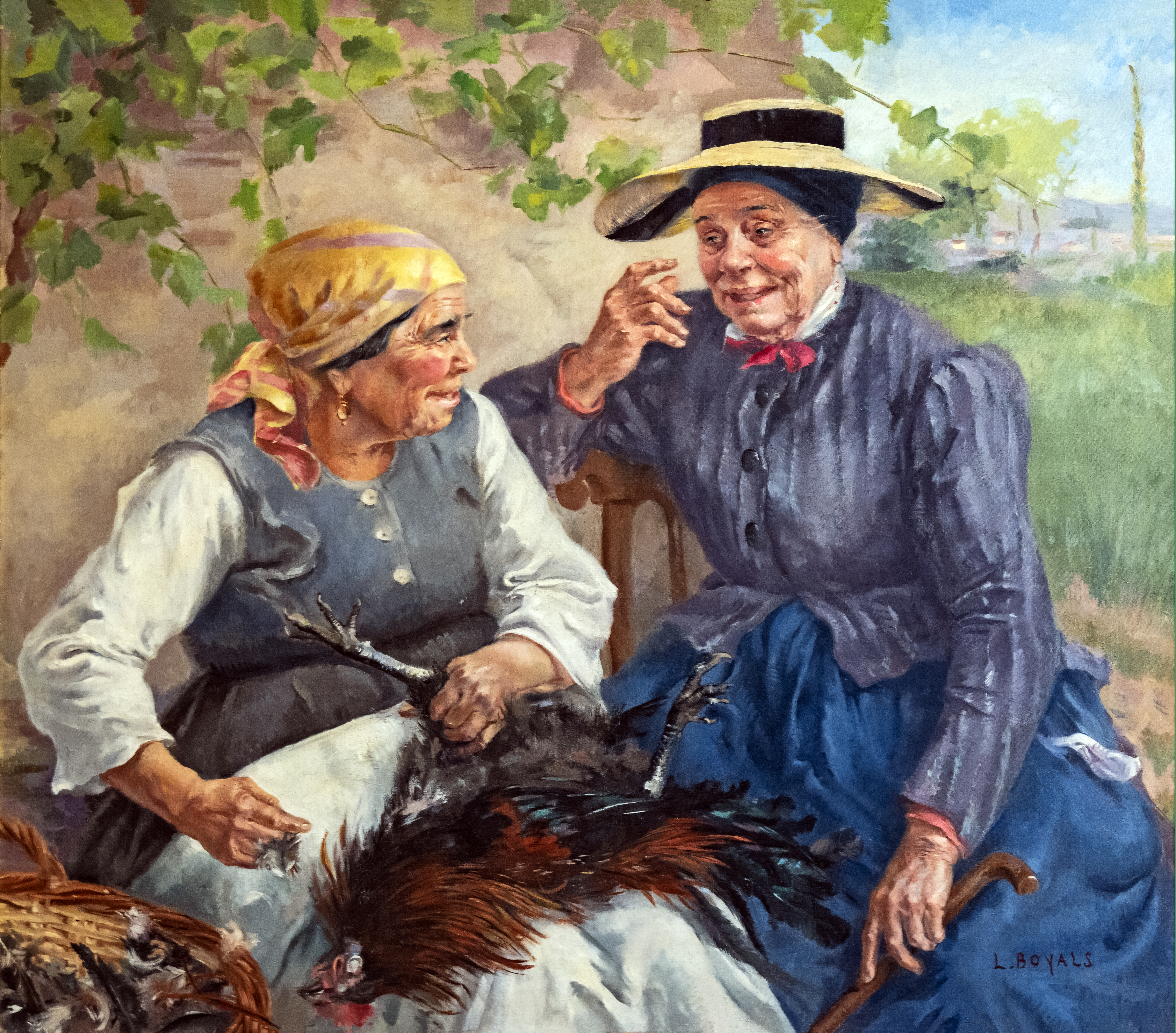
Commérages
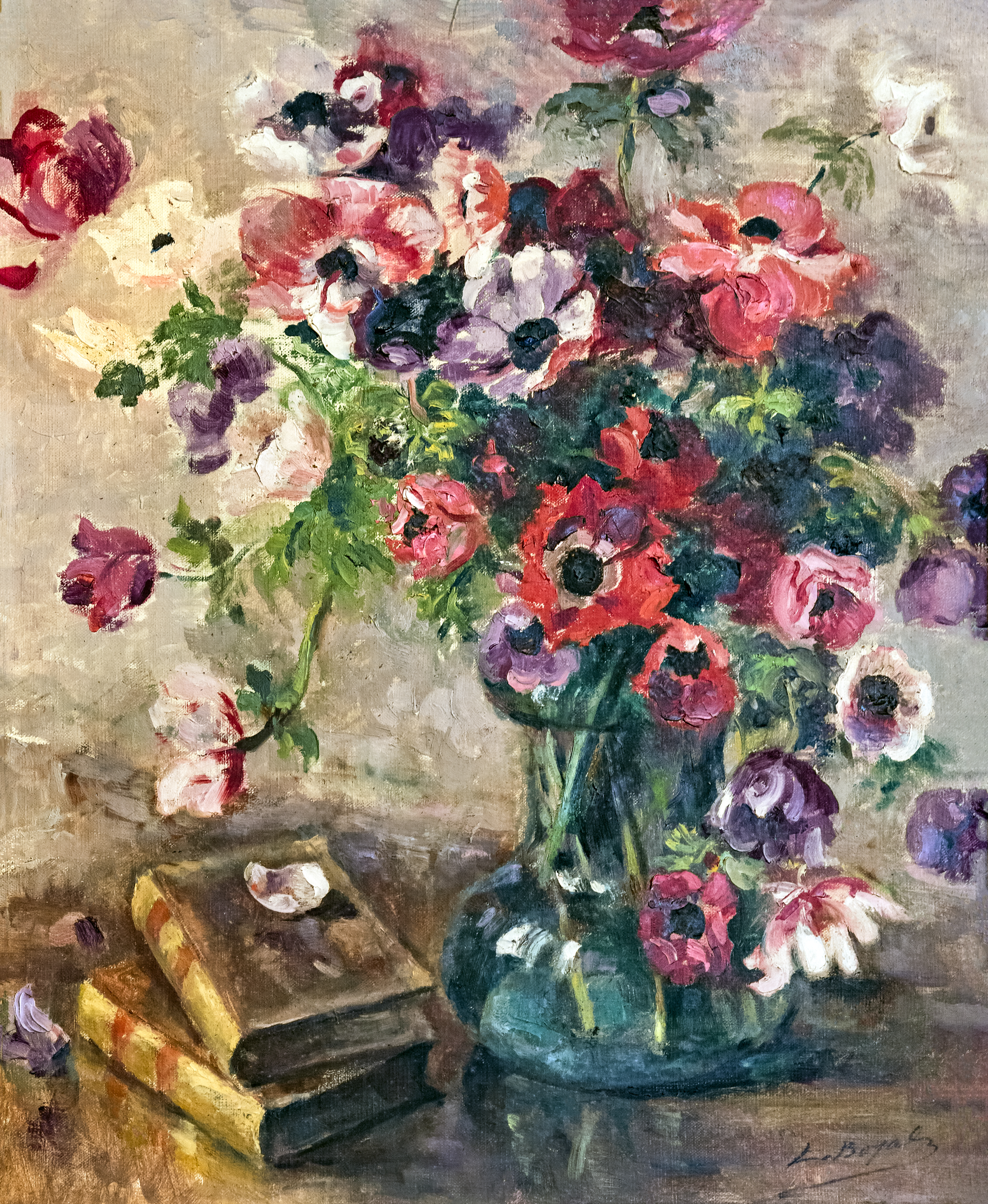
Le bouquet d'Anémones
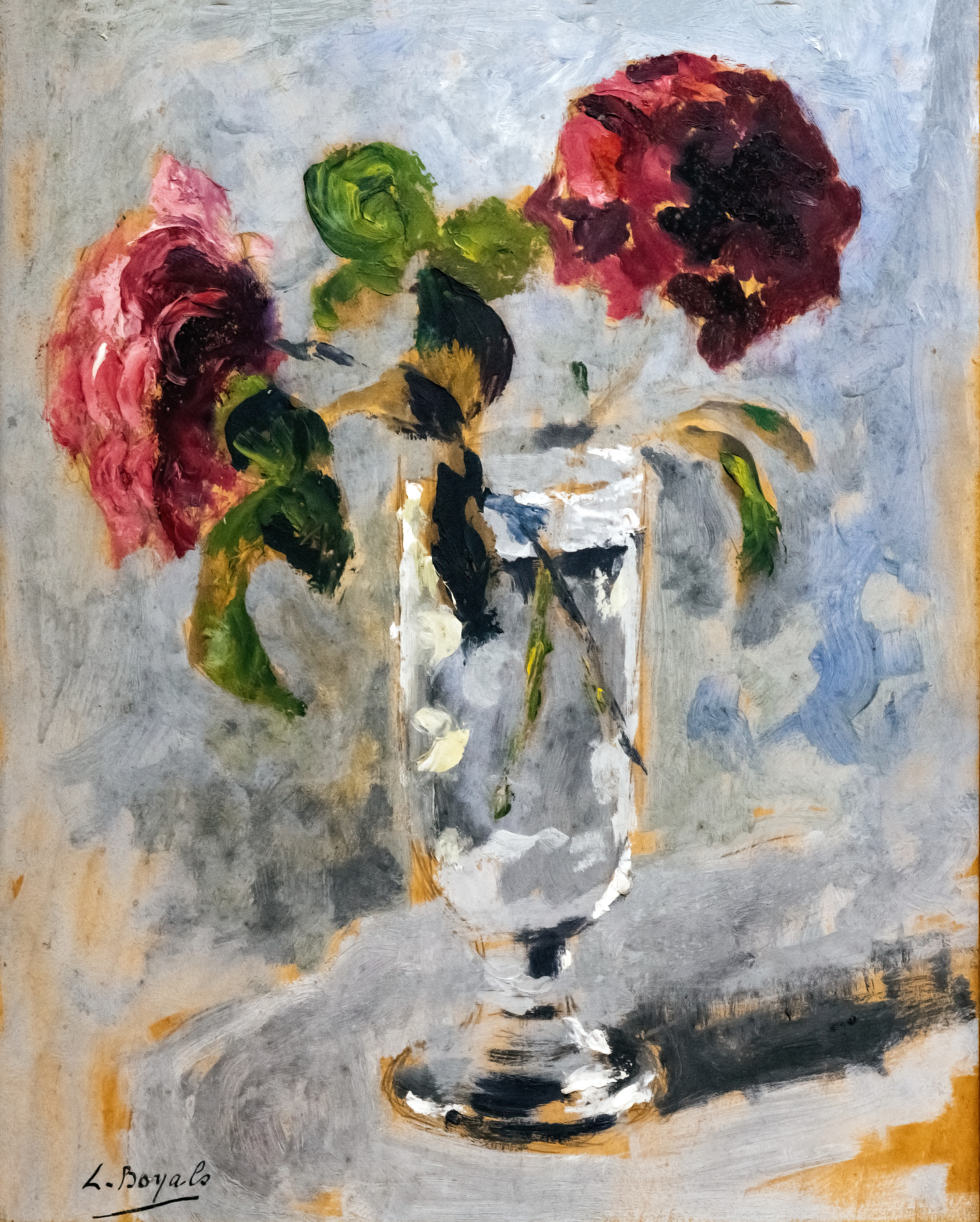
Verre aux roses
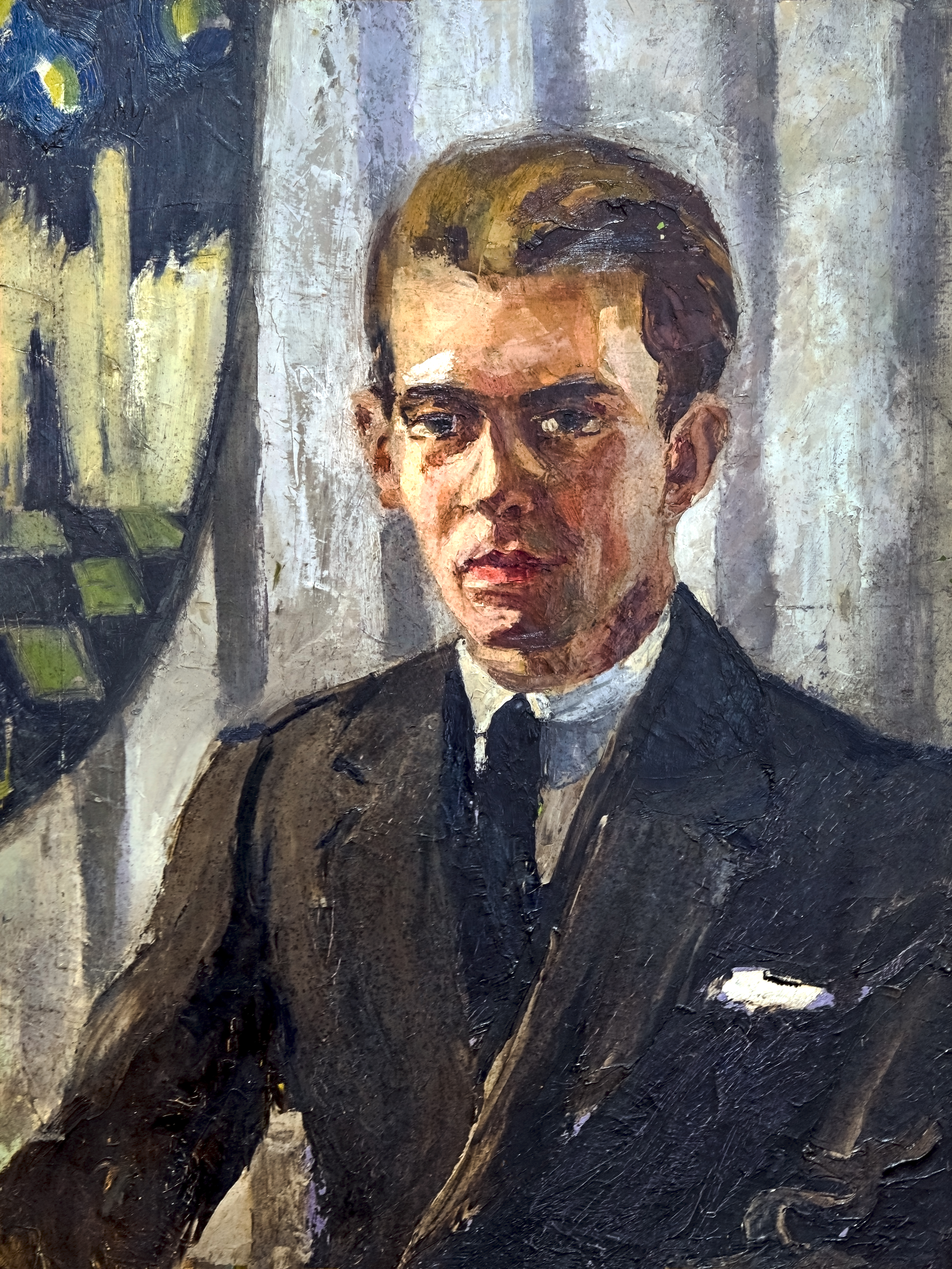
Portrait de Georges Gaudion (vers 1935)
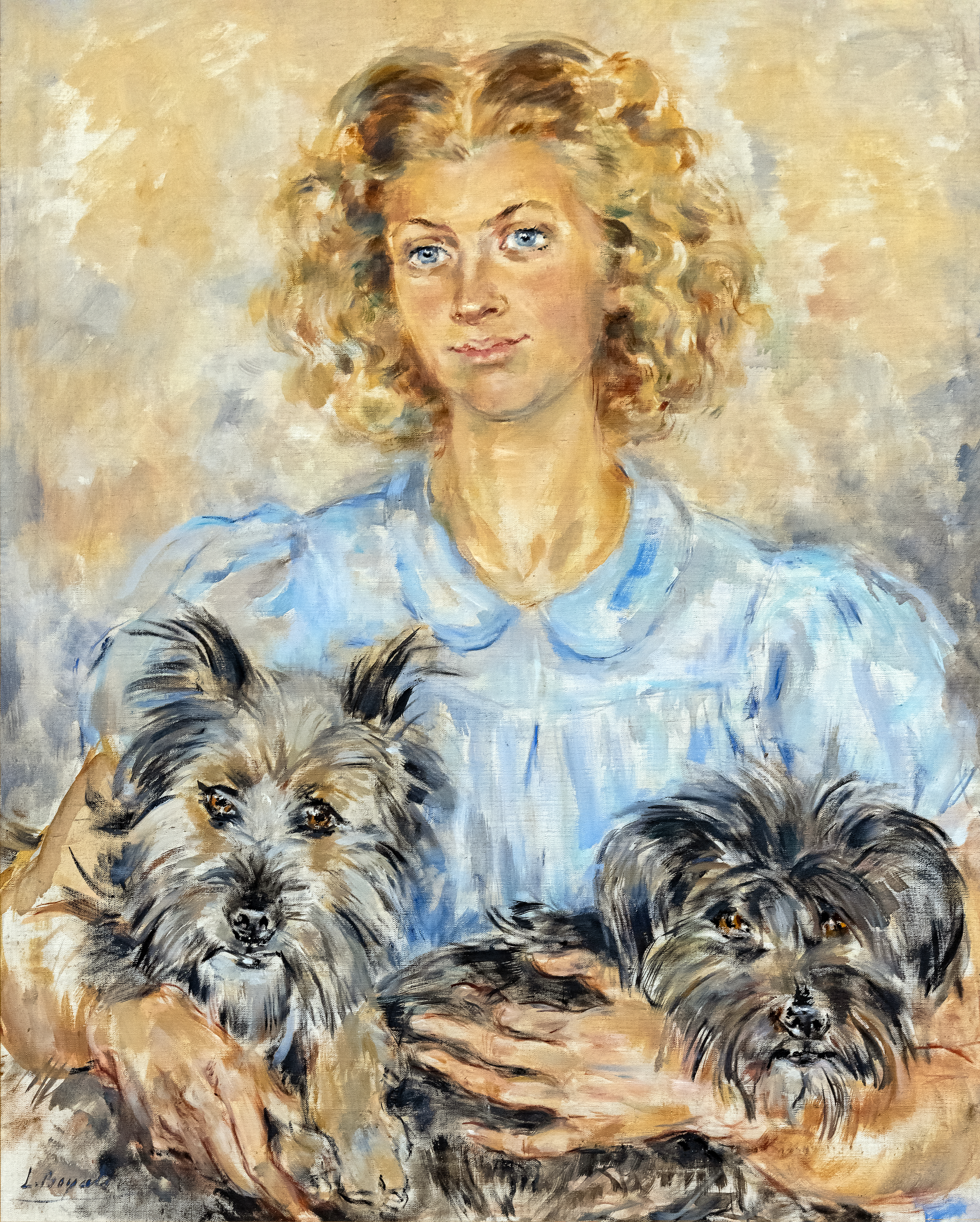
Jeune femme aux chiens
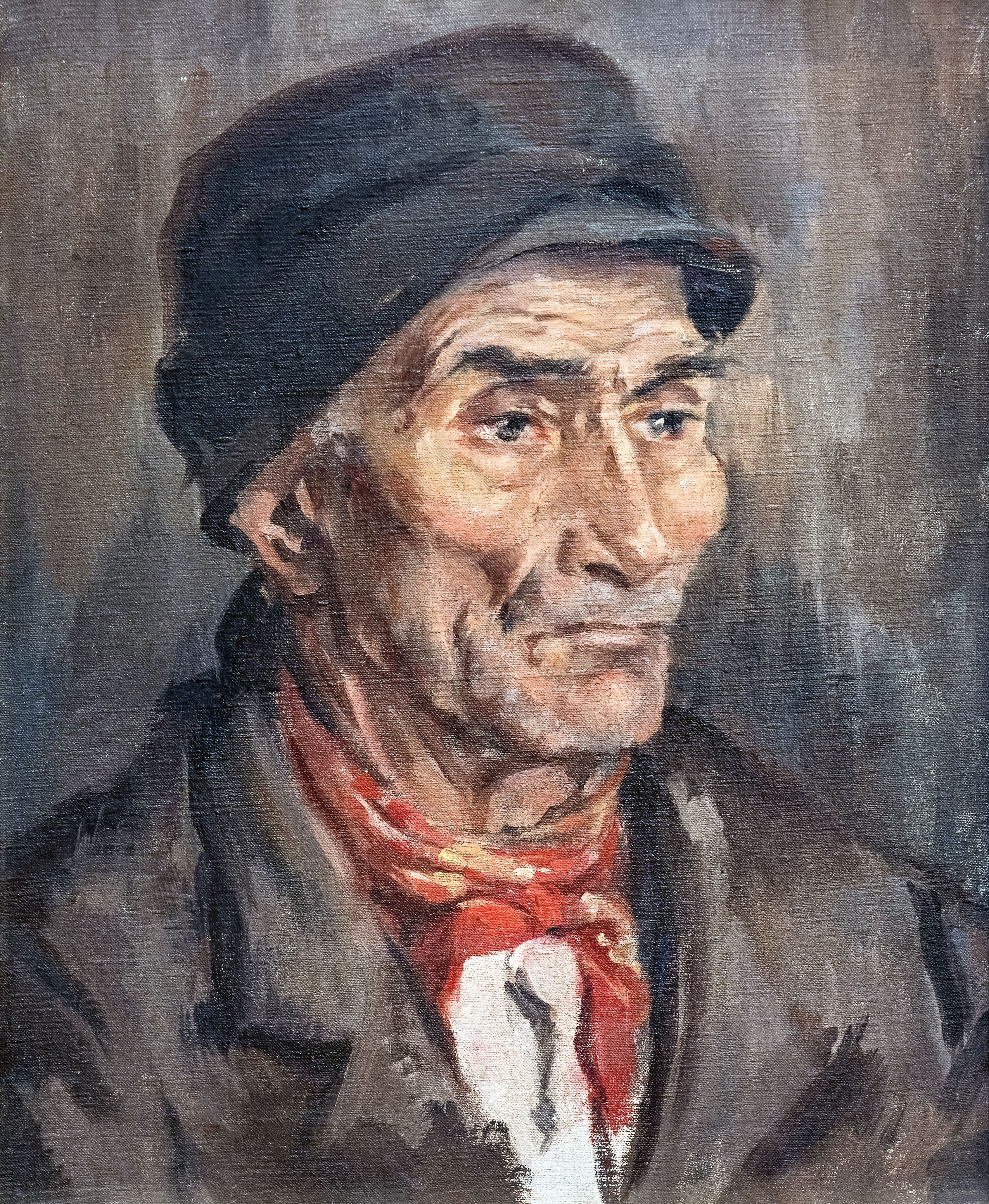
Portrait d'un Rabastinois
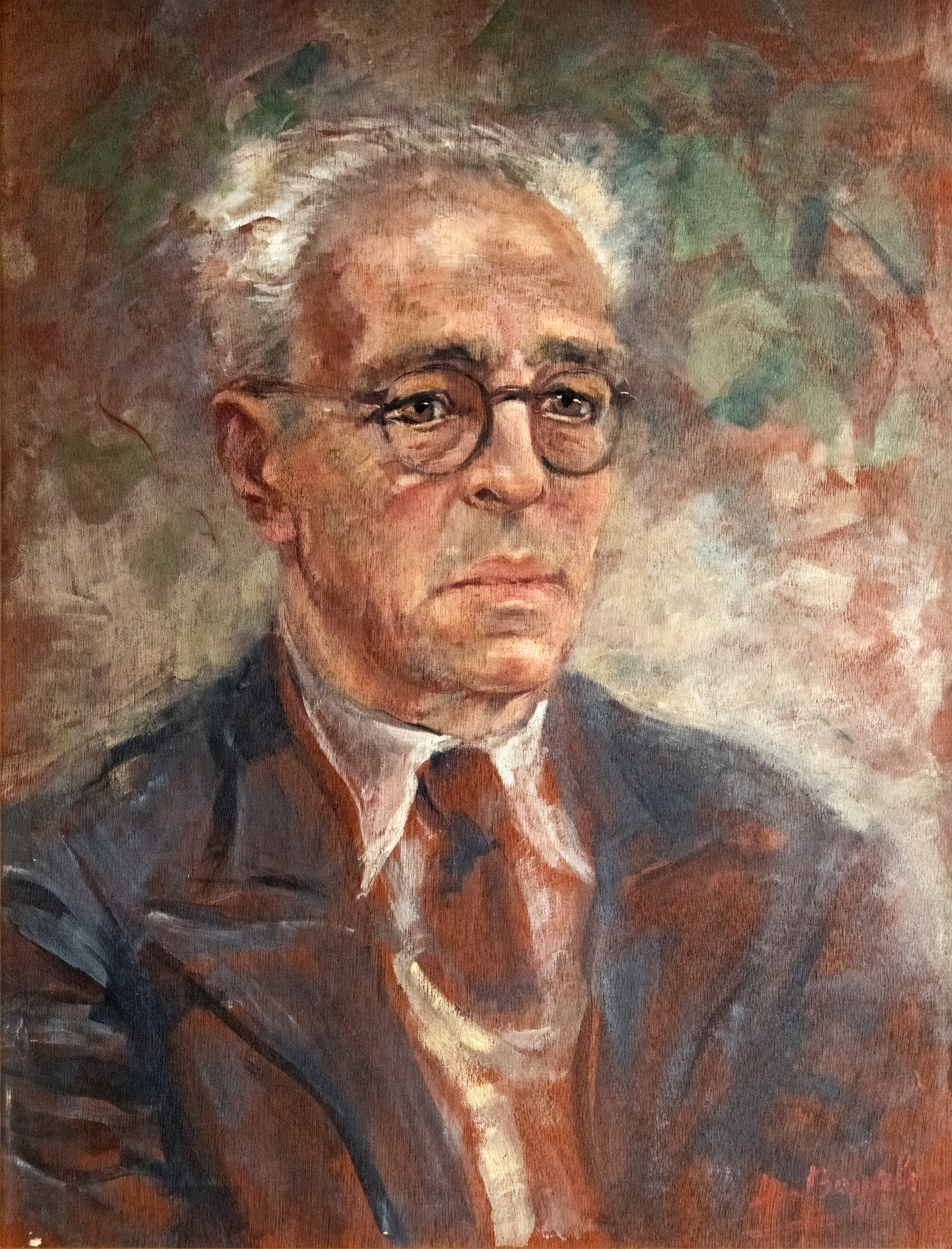
Portrait de Giovanni Léonardi
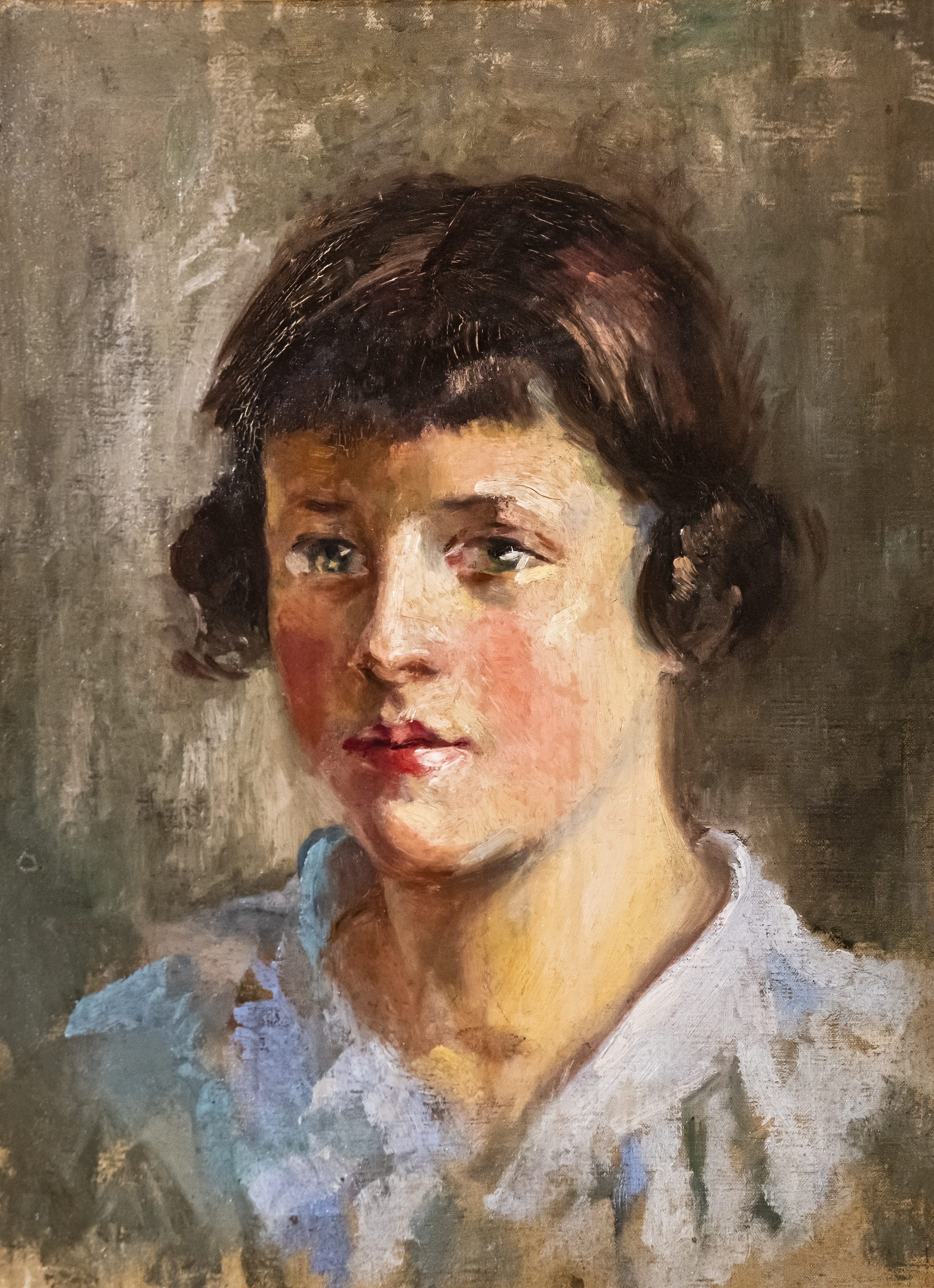
Jeune fille aux macarons, huile sur toile
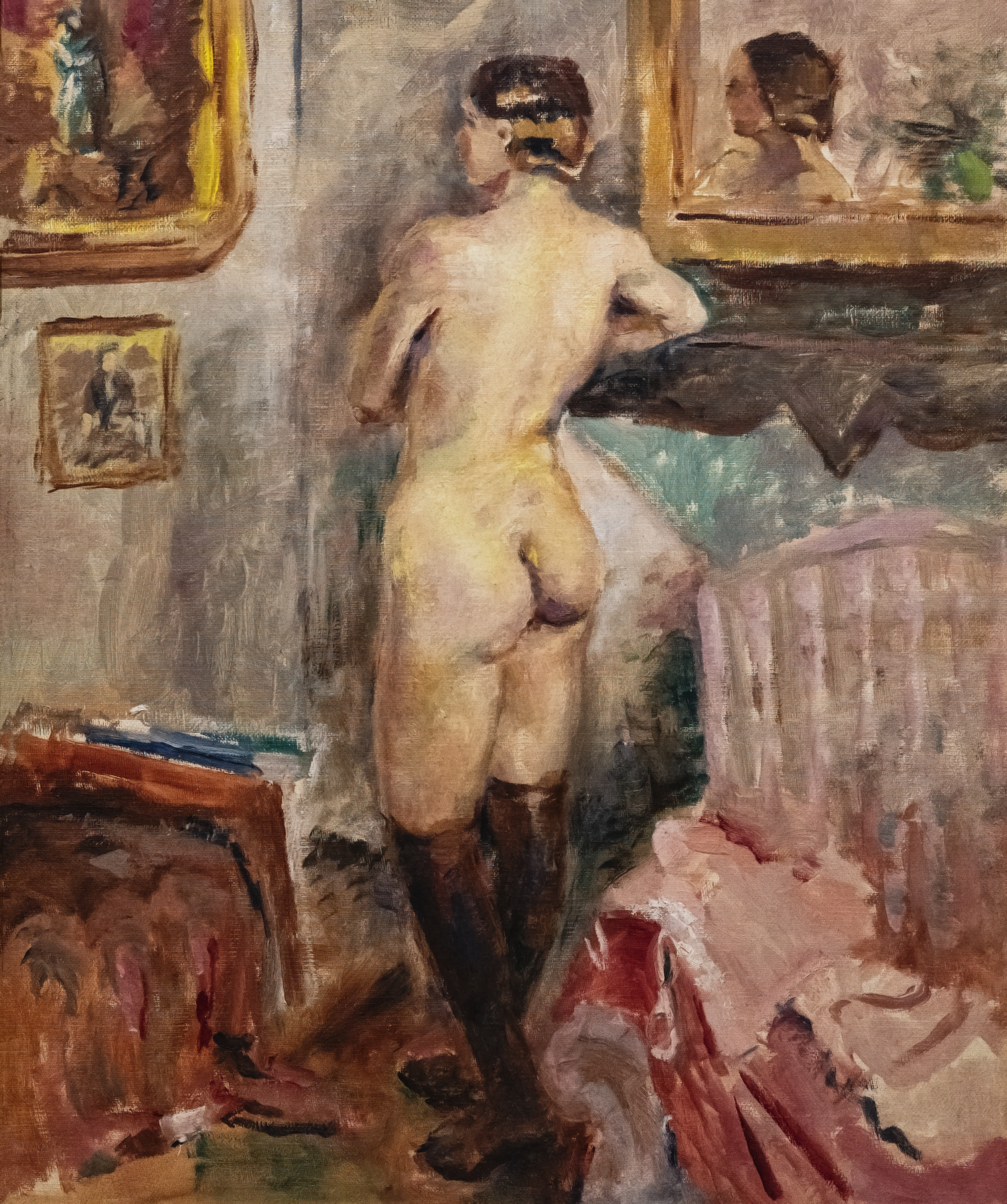
Nu de dos, huile sur toile
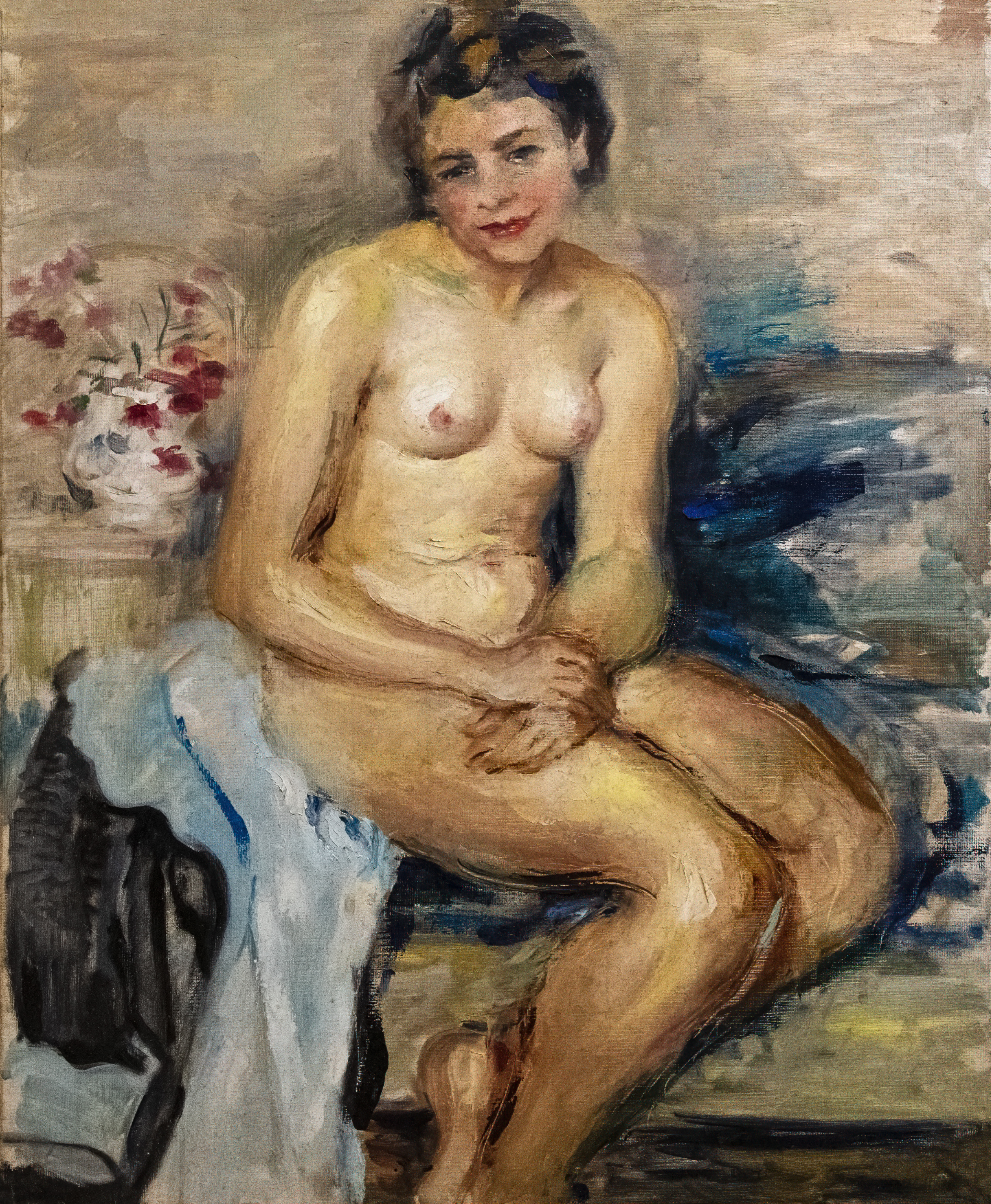
Nu assis, huile sur toile

- - Jeune fille au bouquet, pastel sur papier.
  - Portrait de femme, pastel sur toile.
  -  Femme âgée, Encre sur papier
  -  Portrait de Laure Delvolvé, peintre et illustratrice animalière - crayon sur papier; Portrait de Cléopâtre Bourdelle-Sevastos, sculpteur et épouse d'Antoine Bourdelle - crayon sur papier.
  - Odette Labouysse buvant du maté crayon de couleur sur papier.

Pastel et encre
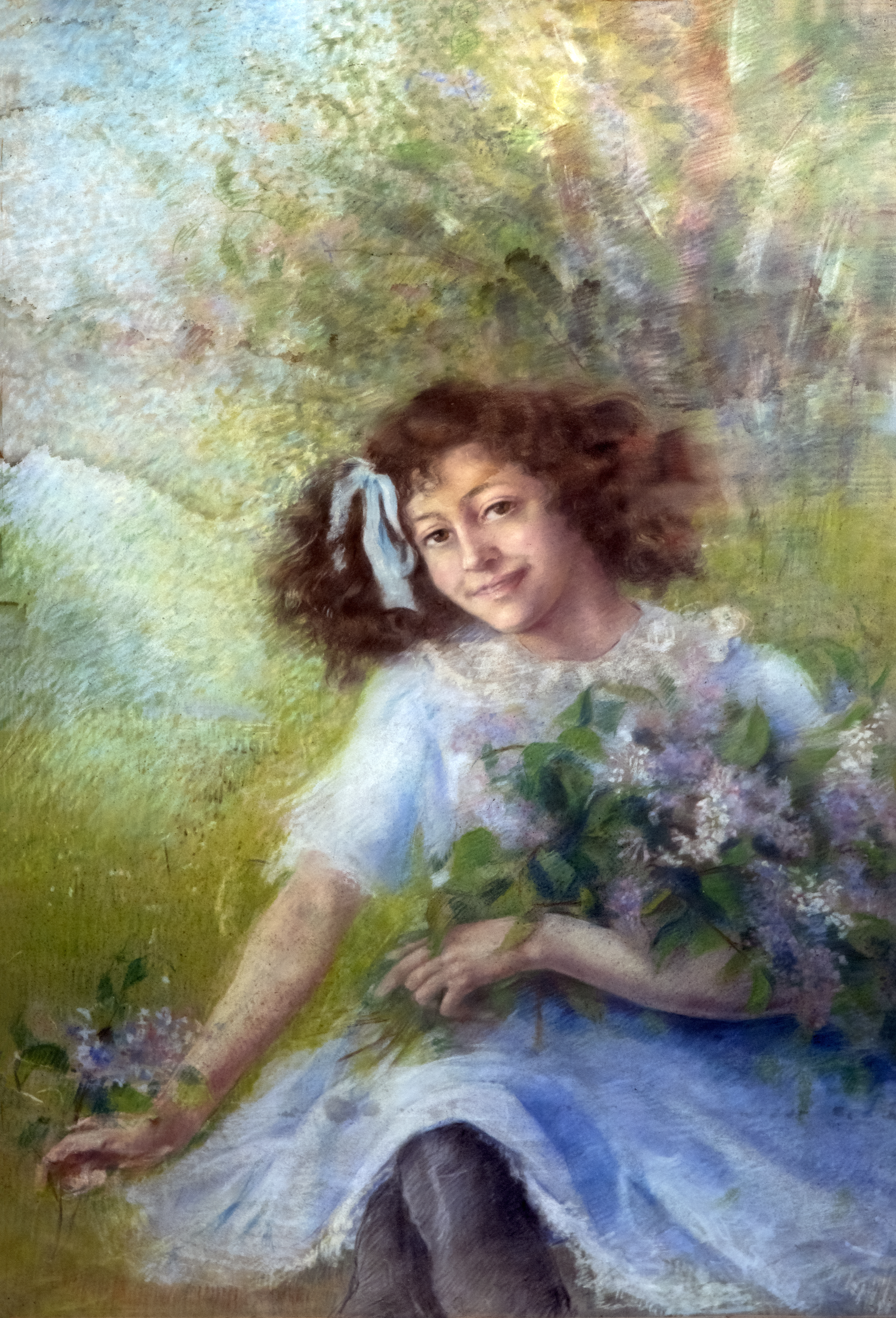
Jeune fille au bouquet, pastel sur papier
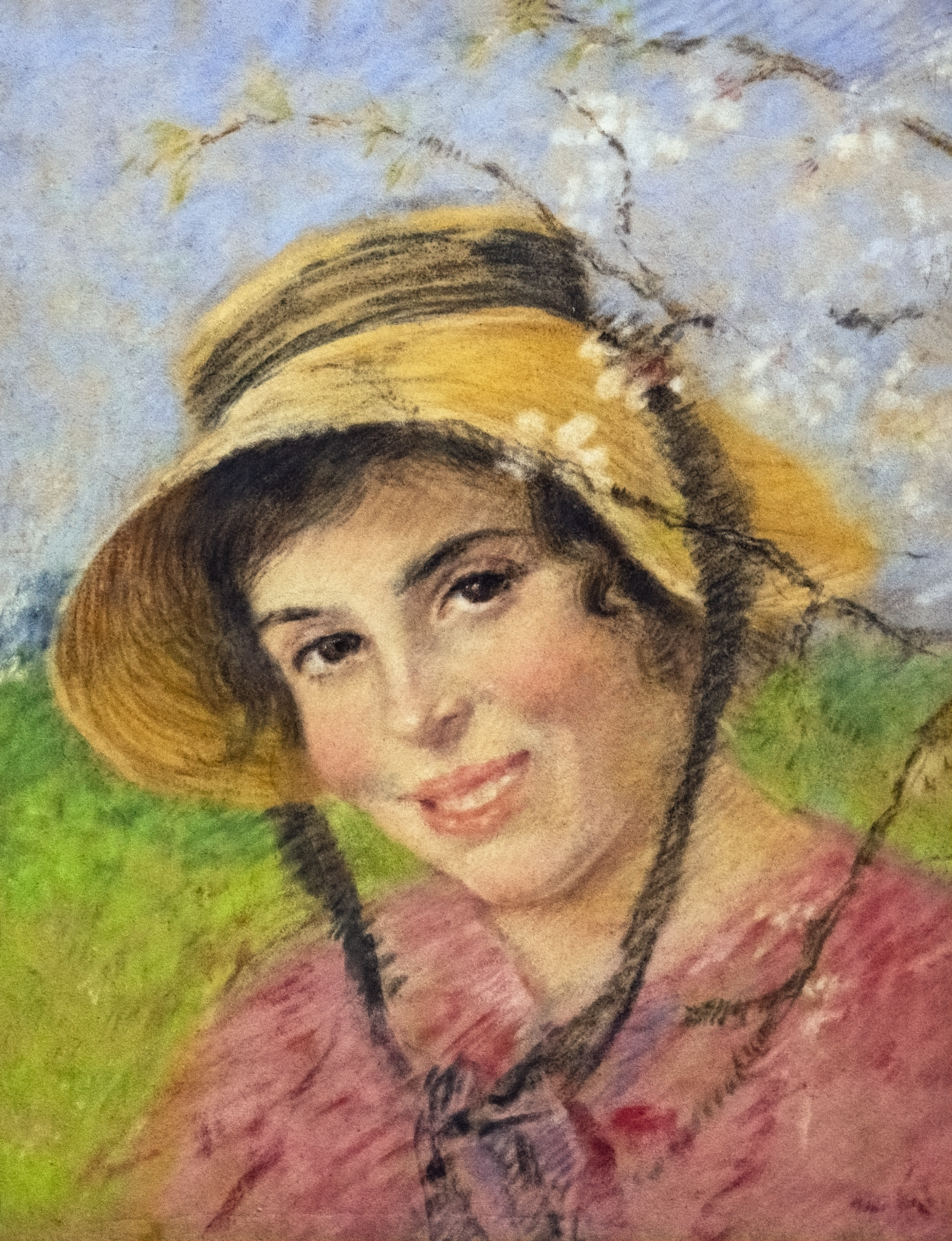
Portrait de femme, pastel sur toile
Femme âgée, Encre sur papier
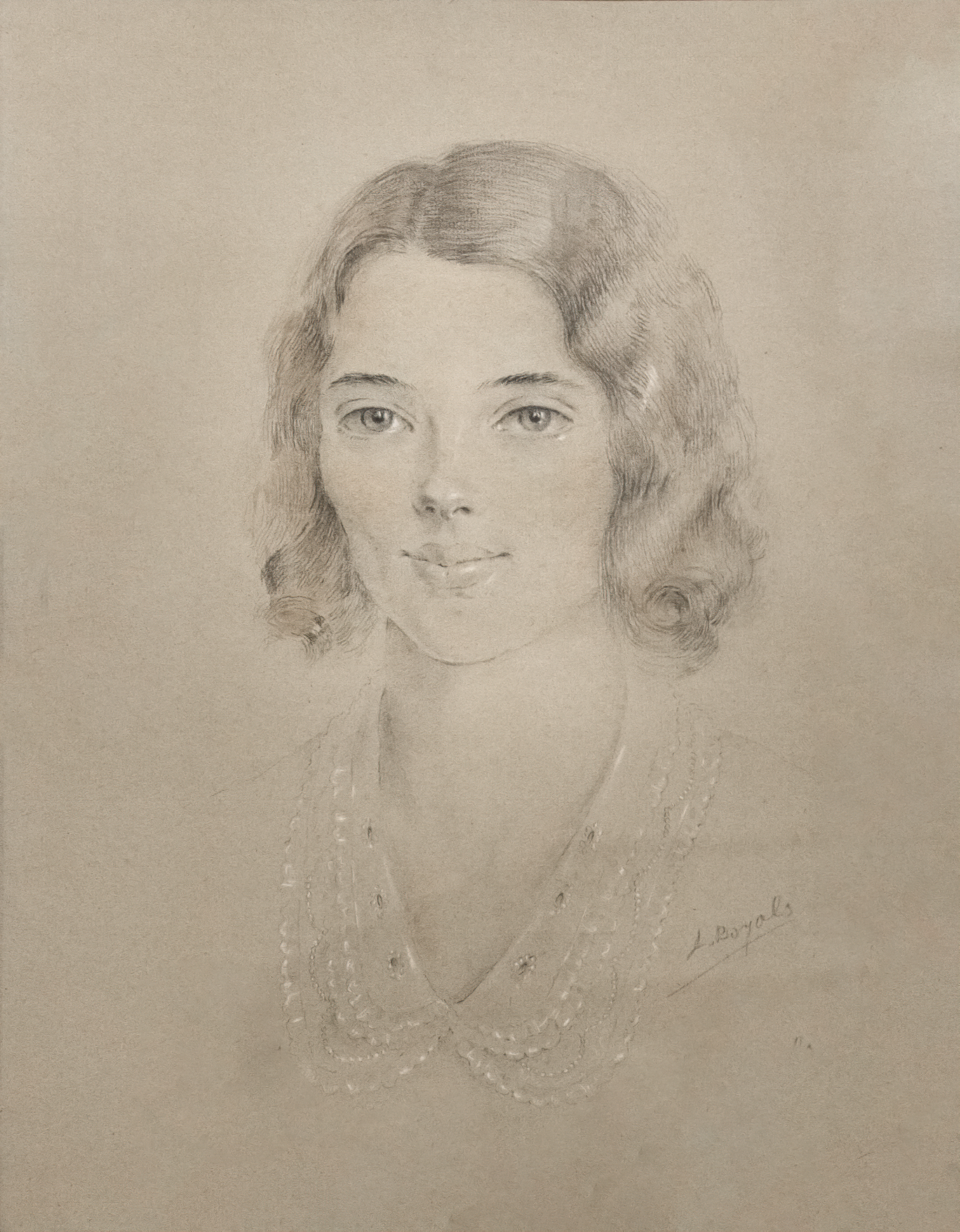
Laure Delvolvé, crayon sur papier
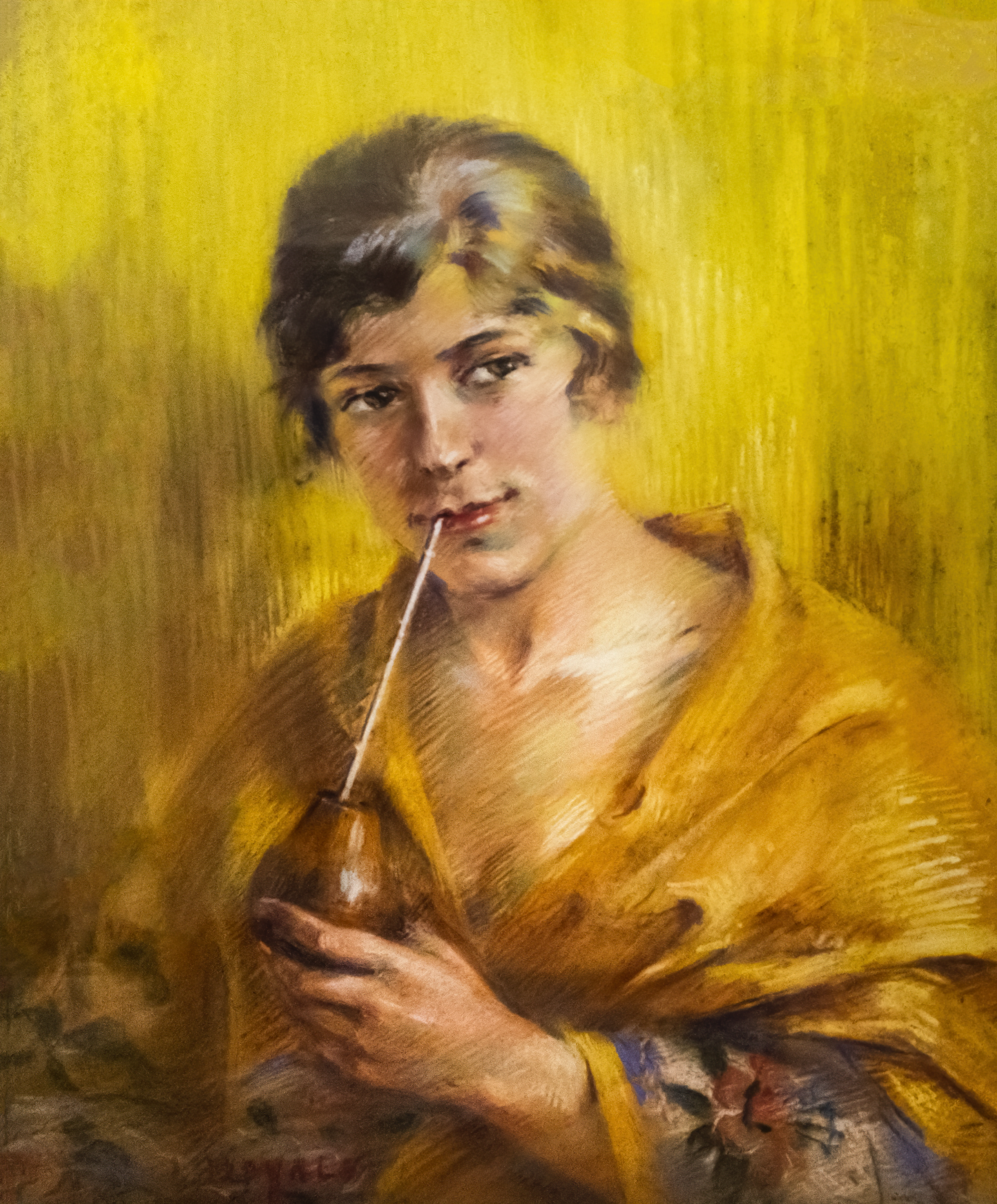
Odette Labouysse buvant du maté,  crayon sur papier
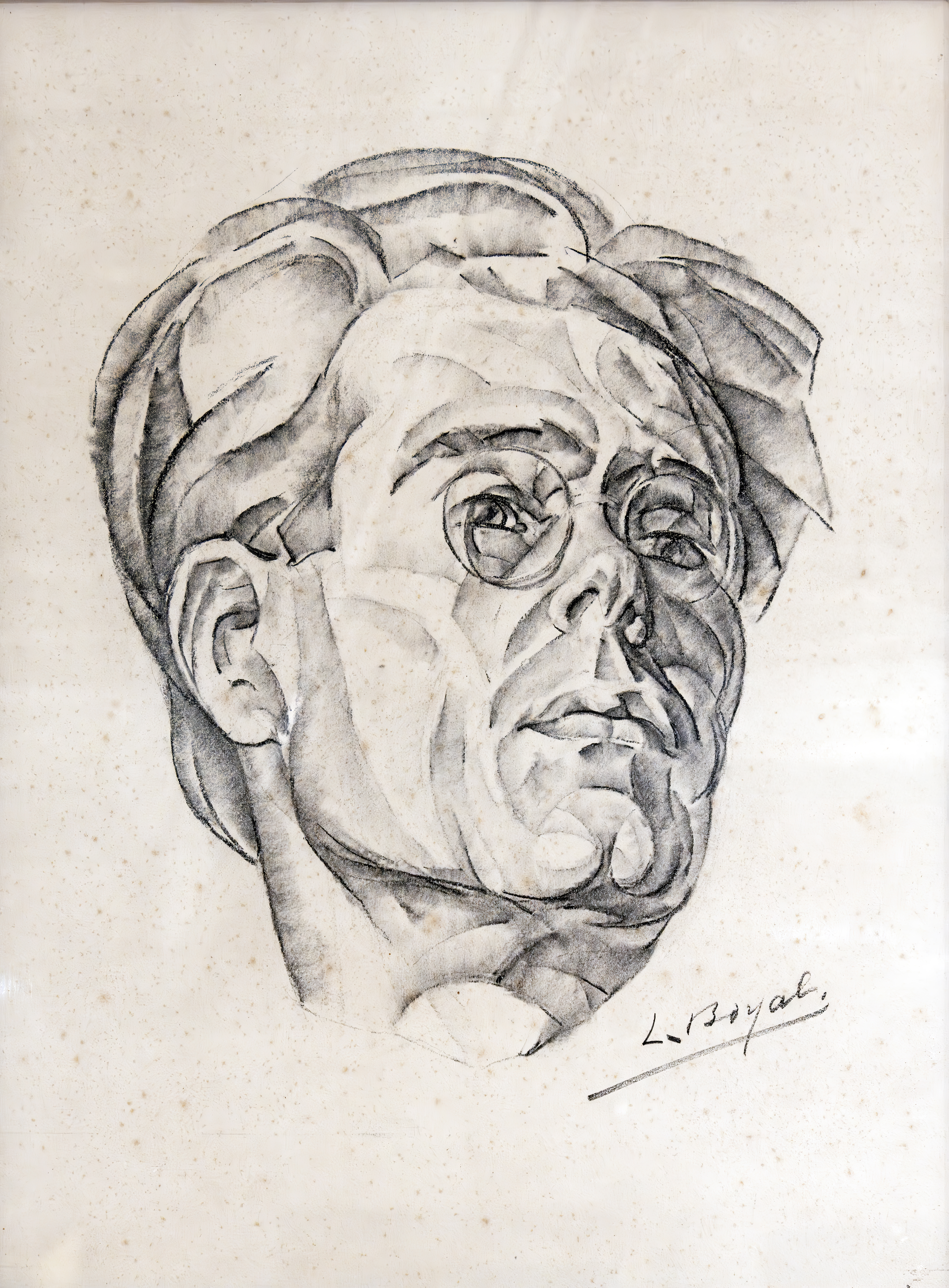
Portrait façon cubiste de Georges Gaudion,  crayon sur papier

- Georges Gaudion : Peintre actif entre les deux guerres qui a essayé de nombreuses techniques picturales.

Œuvres de Georges Gaudion
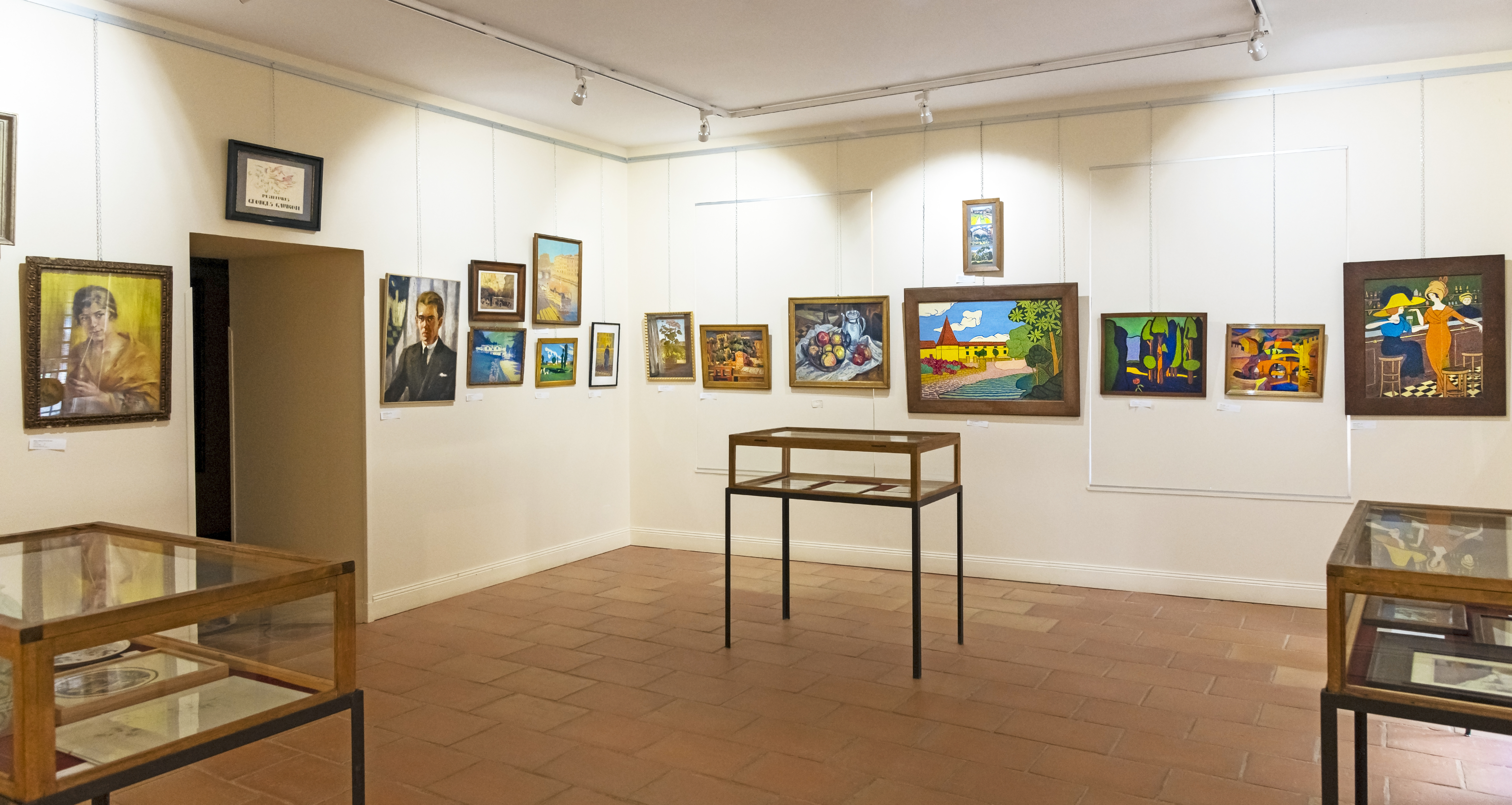
Salle Georges Gaudion

- - Maisons à Puycelsi, huile sur toile ;
  - Galerie d'un riad marocain, gouache sur photographie imprimée;
  - Les thermes de Luchon, gouache sur photographie imprimée;
  - Luce dans un intérieur, aquarelles sur papier; portrait de Luce Boyals;
  - Rue de village, émaux sur plaque de cuivre;
  - Bateau-lavoir sur les bords de la Nive à Bayonne, gouache sur toile;
  - Paysage aux peupliers, Huile sur carton.

Œuvres de Georges Gaudion
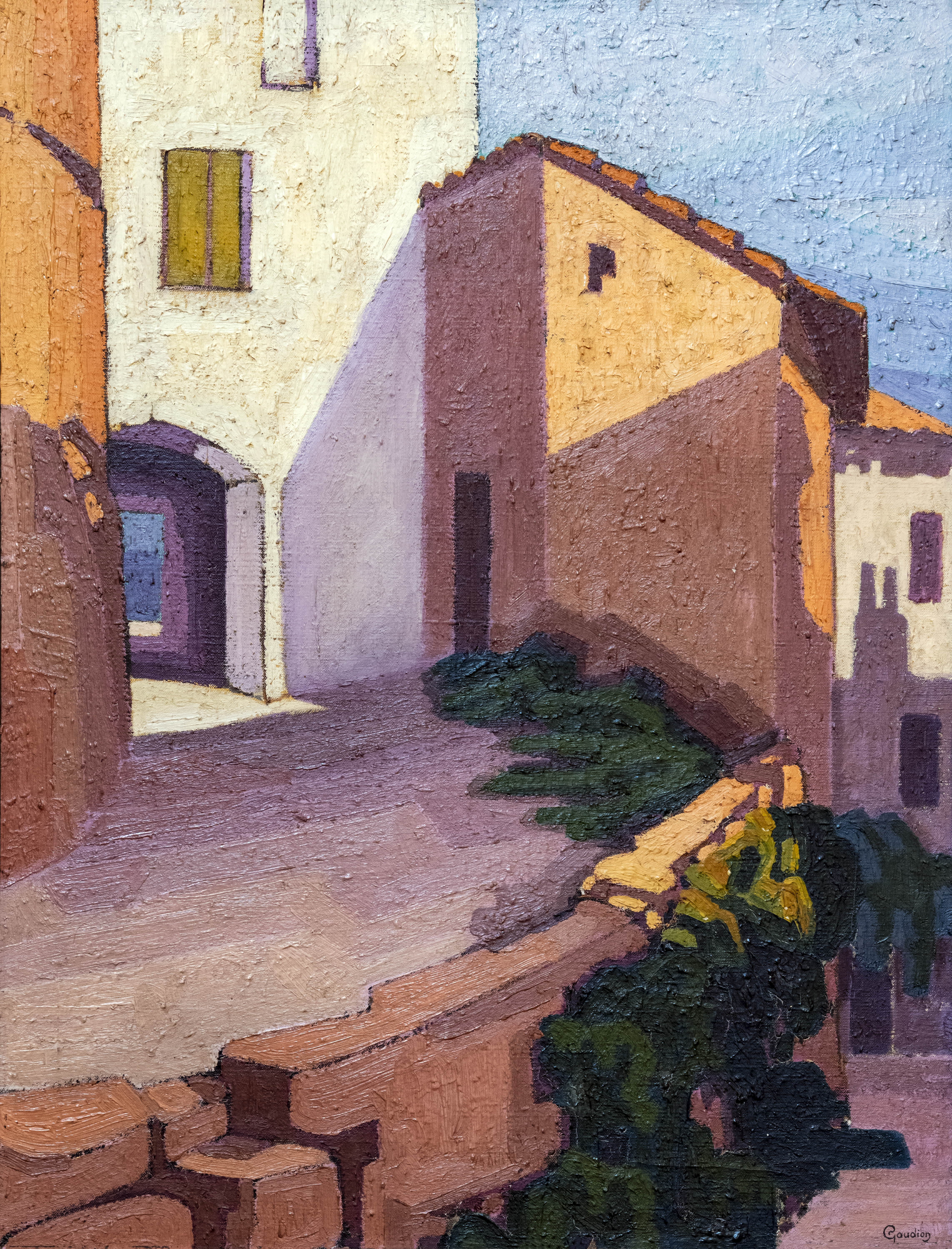
Maisons à Puycelsi
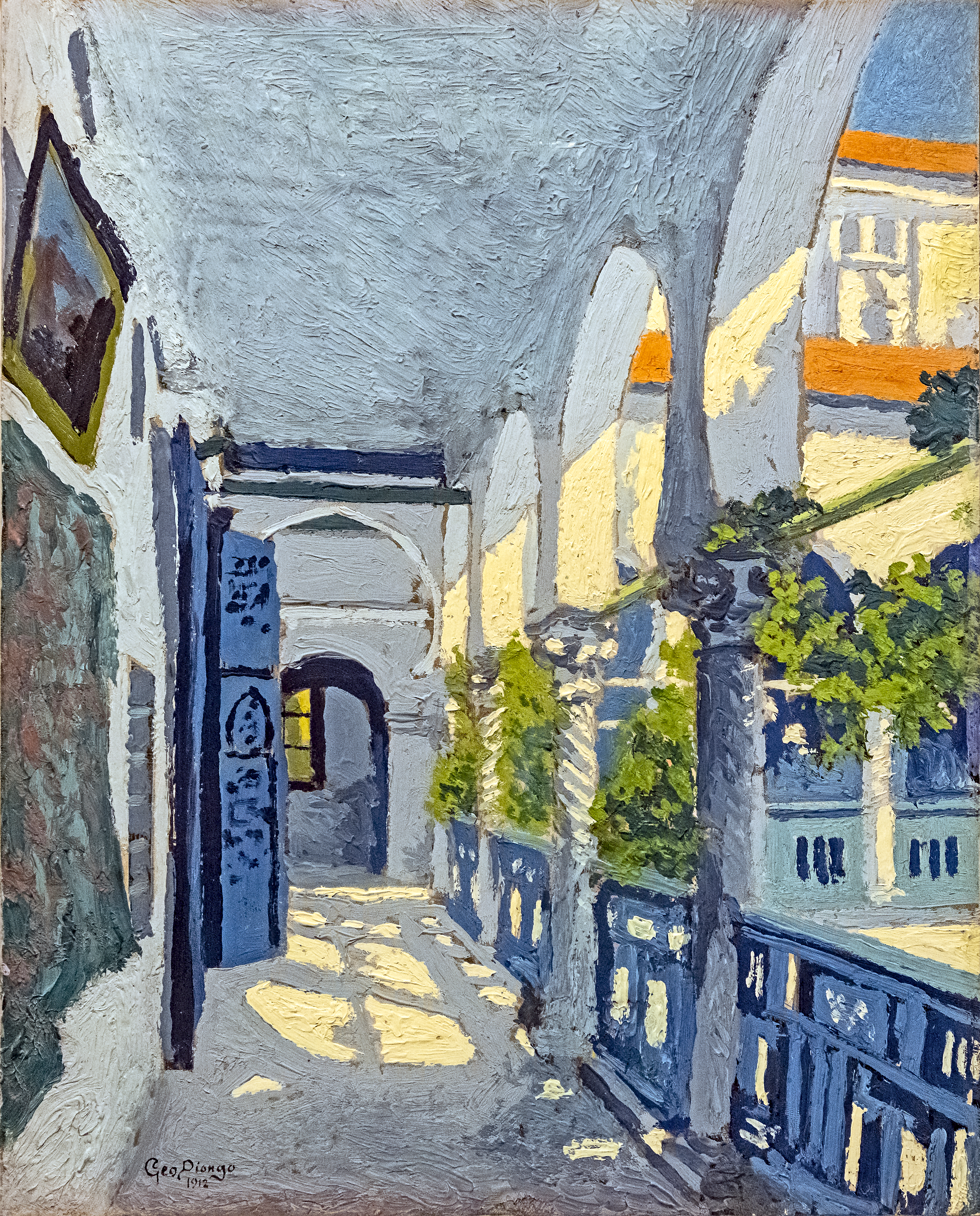
Galerie d'un riad marocain
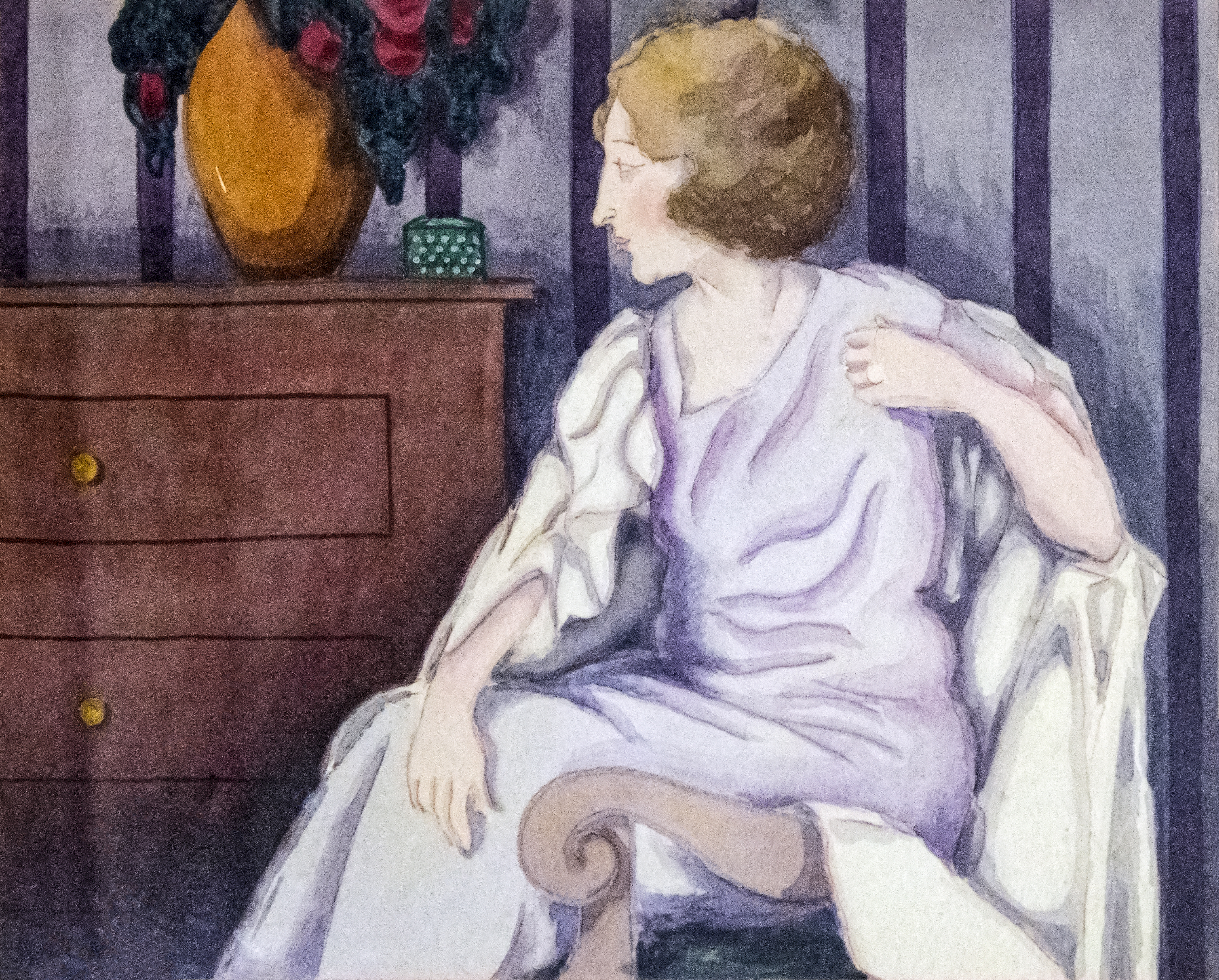
Luce dans un intérieur
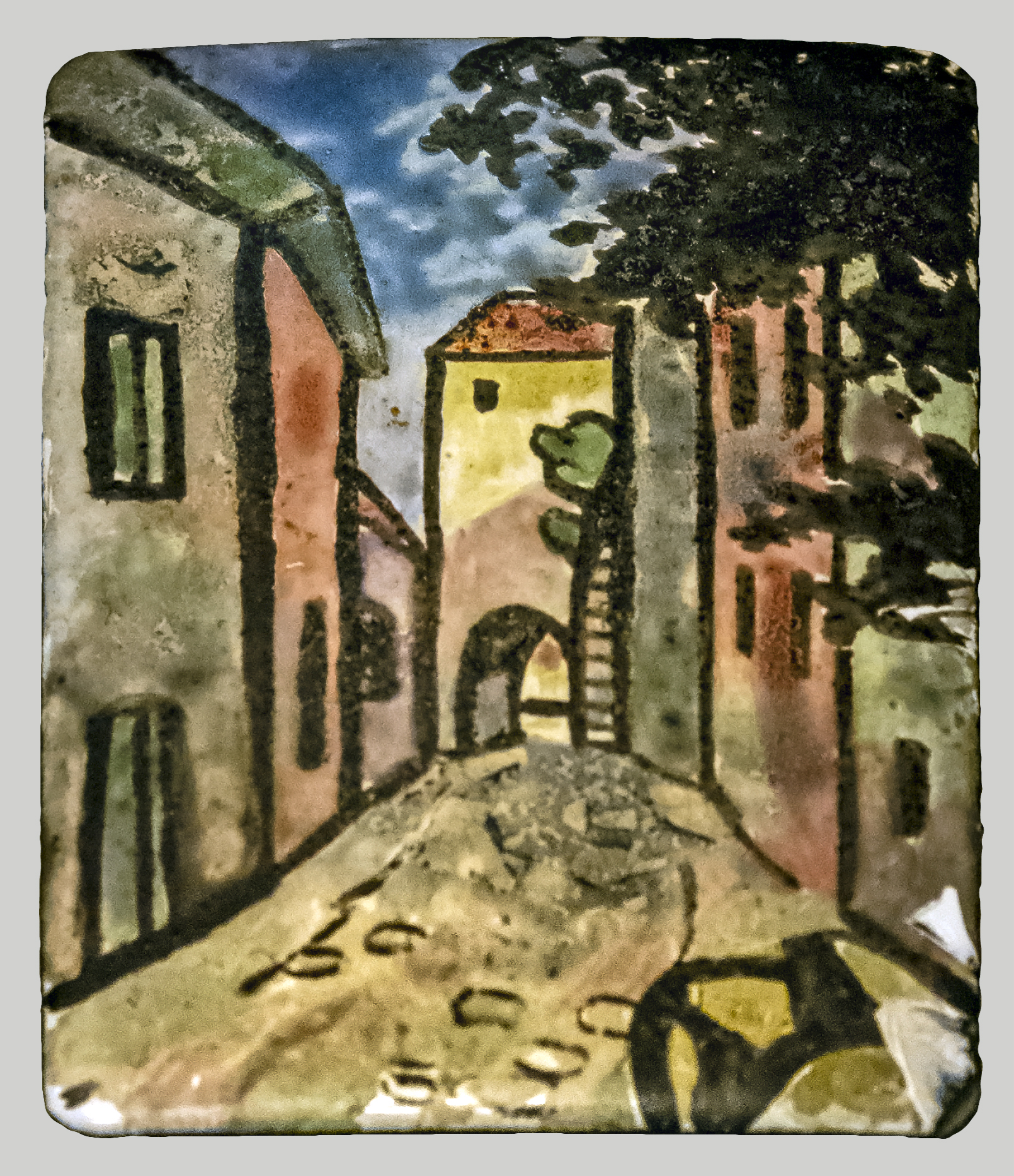
Rue de village
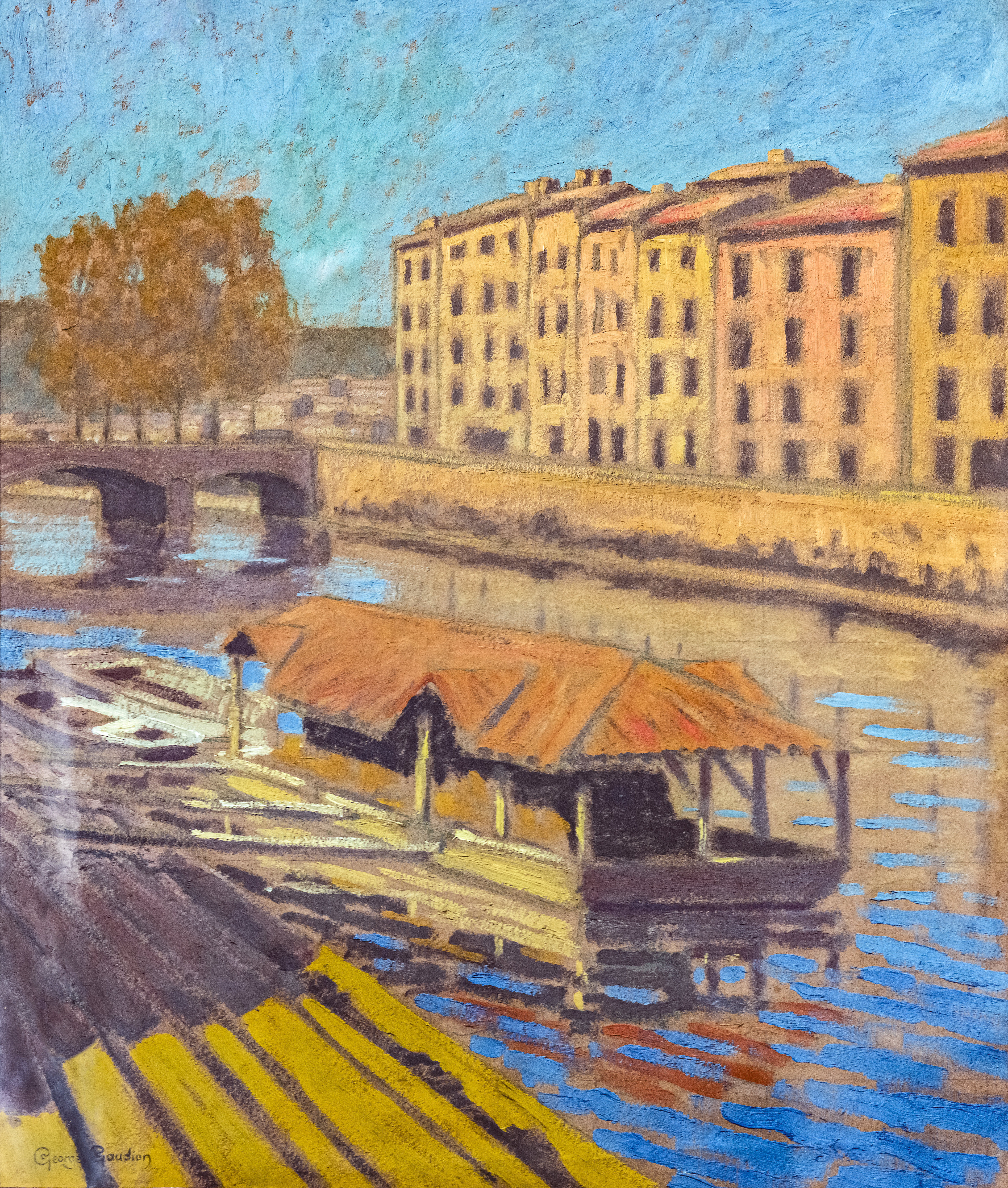
Bateau-lavoir sur les bords de la Nive à Bayonne
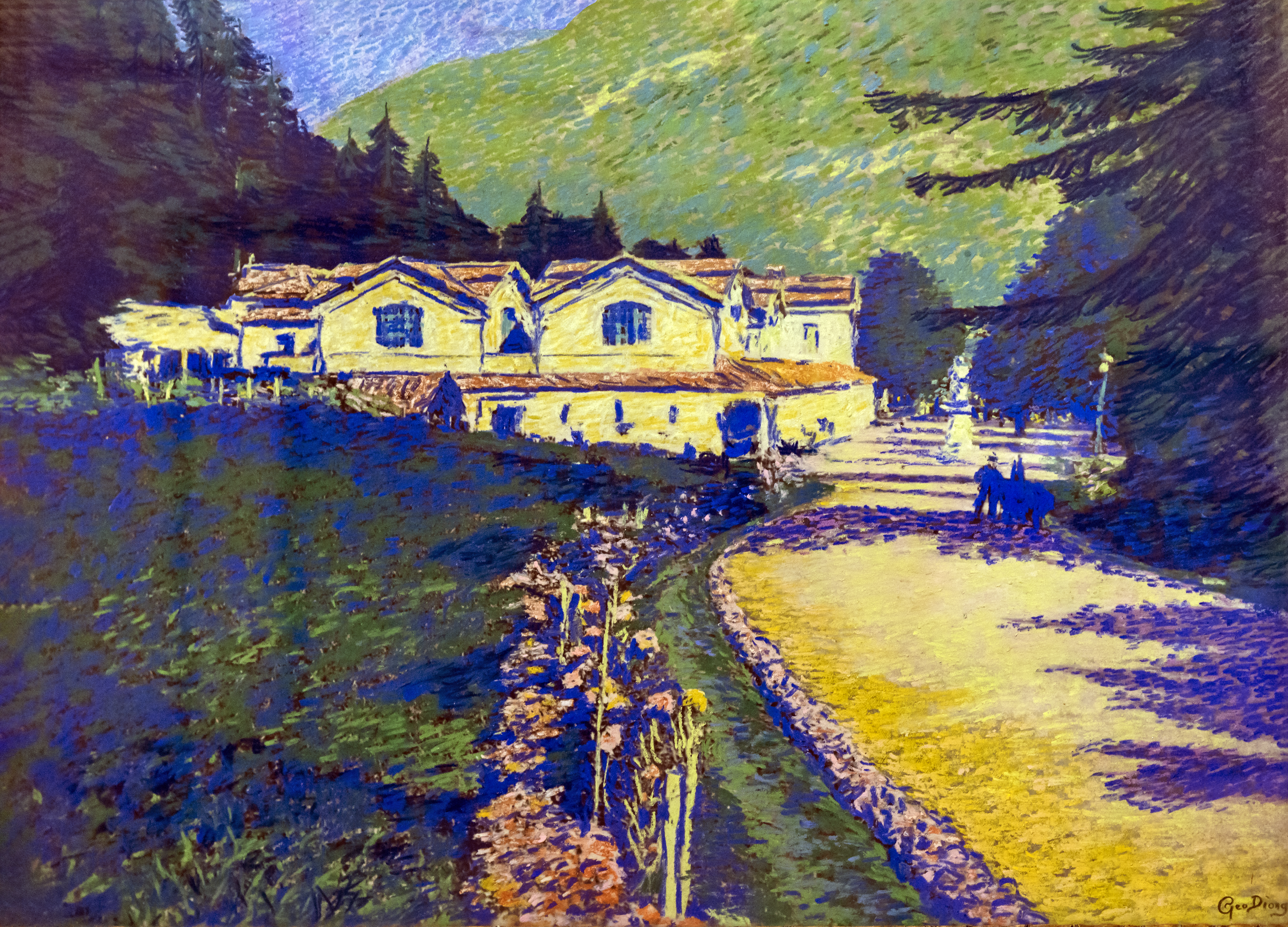
Les thermes de Luchon
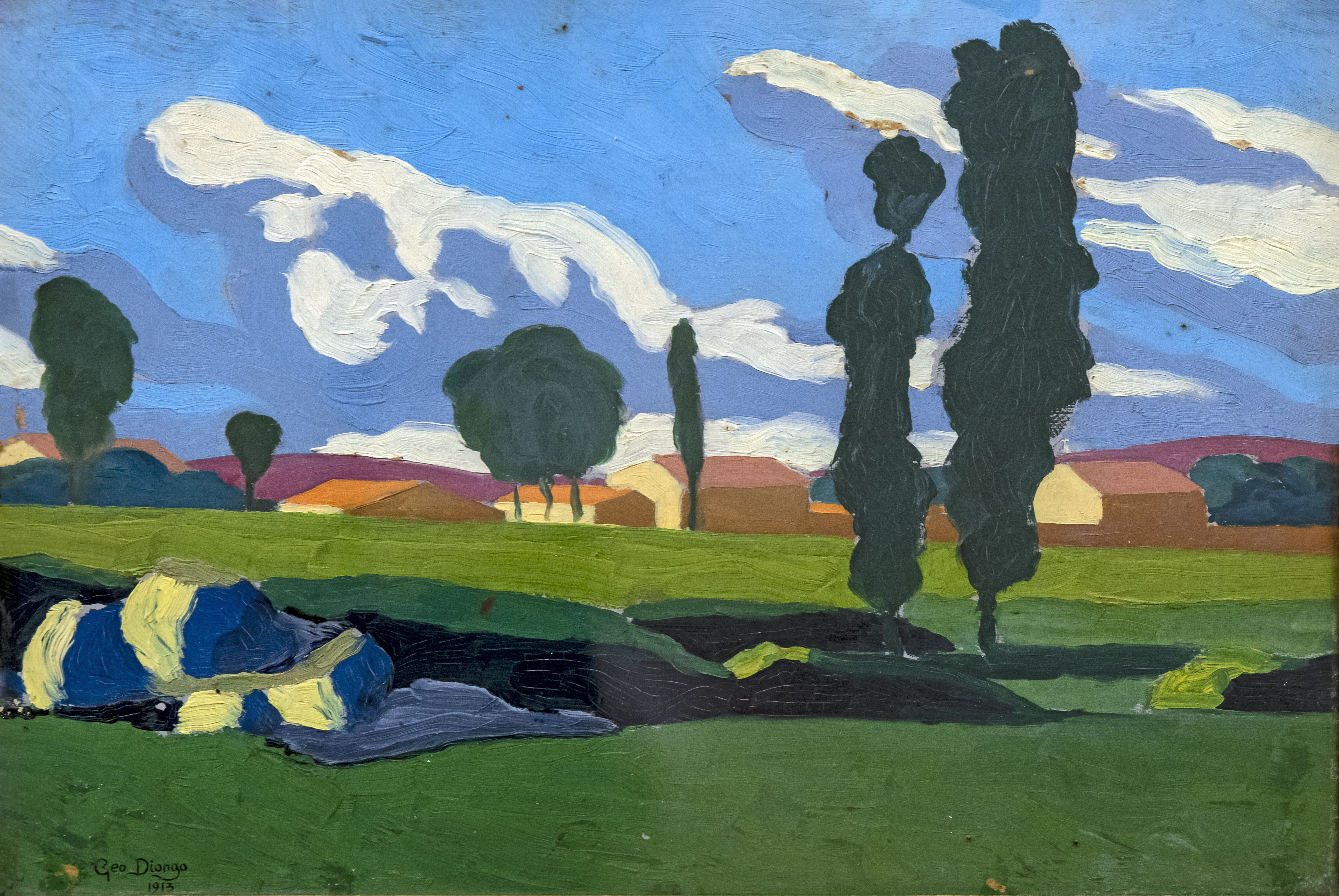
Paysage aux peupliers

- Paul Prouho :
  - Une Rabastinoise avec Lo Nébadis, coiffe locale dont le nom peut être traduit par l’enneigé ;
  - La marchande de violette;
  - Lo camparoulaïre  (Le ramasseur de champignon);
  - Panorama de Rabastens, vue de Rabastens depuis le Tarn à Coufouleux où figure l'ancien pont suspendu ;
  - Les Remparts de Rabastens,
  - Les Remparts et le pont à Rabastens, vue des remparts et du pont actuel.
  - Paysage des Causses, étude préparatoire à Dieu les Garde;
  - Dieu les Garde;
  - Nature morte au chaudron;
  - Nature morte au baril de sardines;
  - Nu féminin.

Œuvres de Paul Prouho
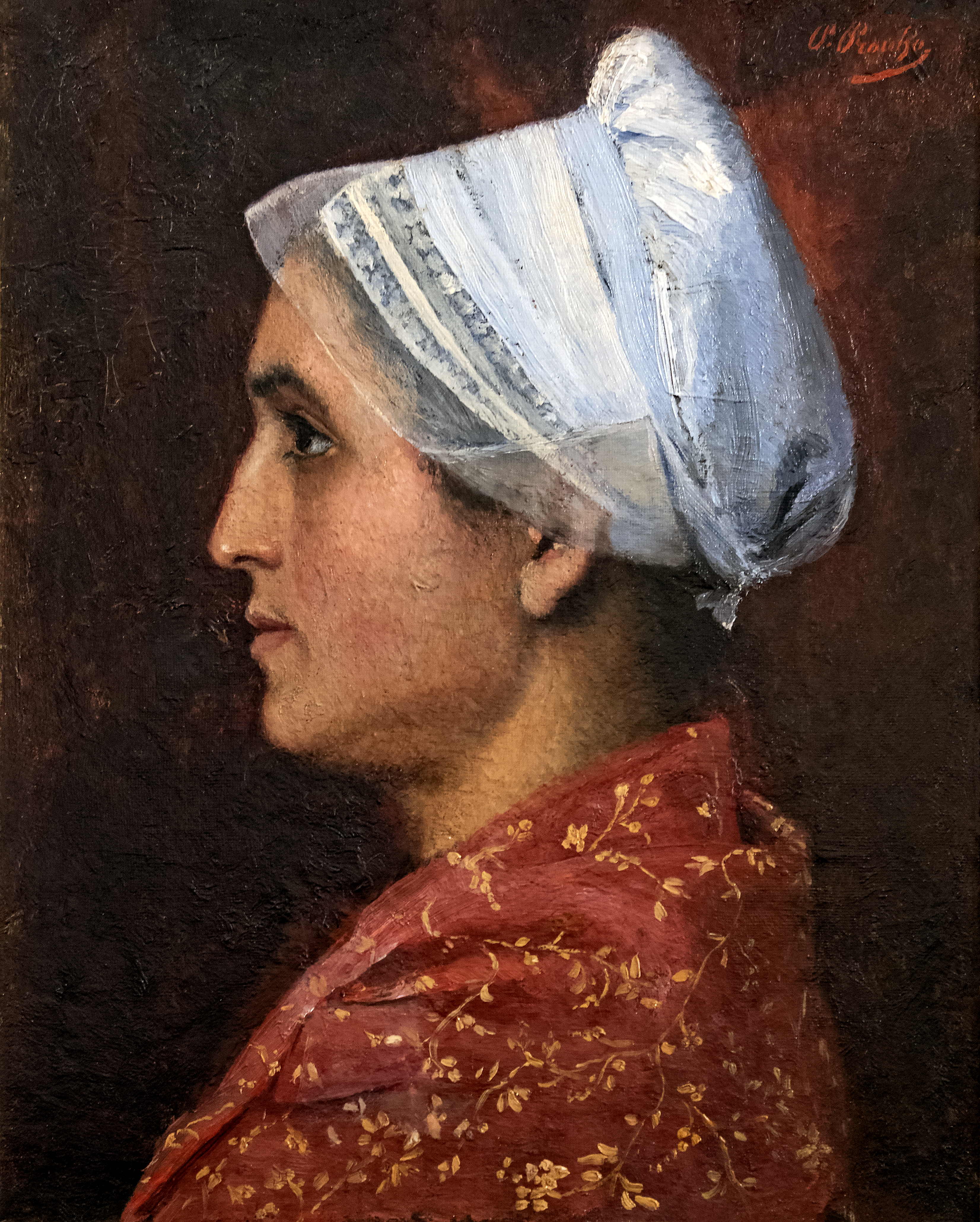
Une Rabastinoise avec Lo Nébadis
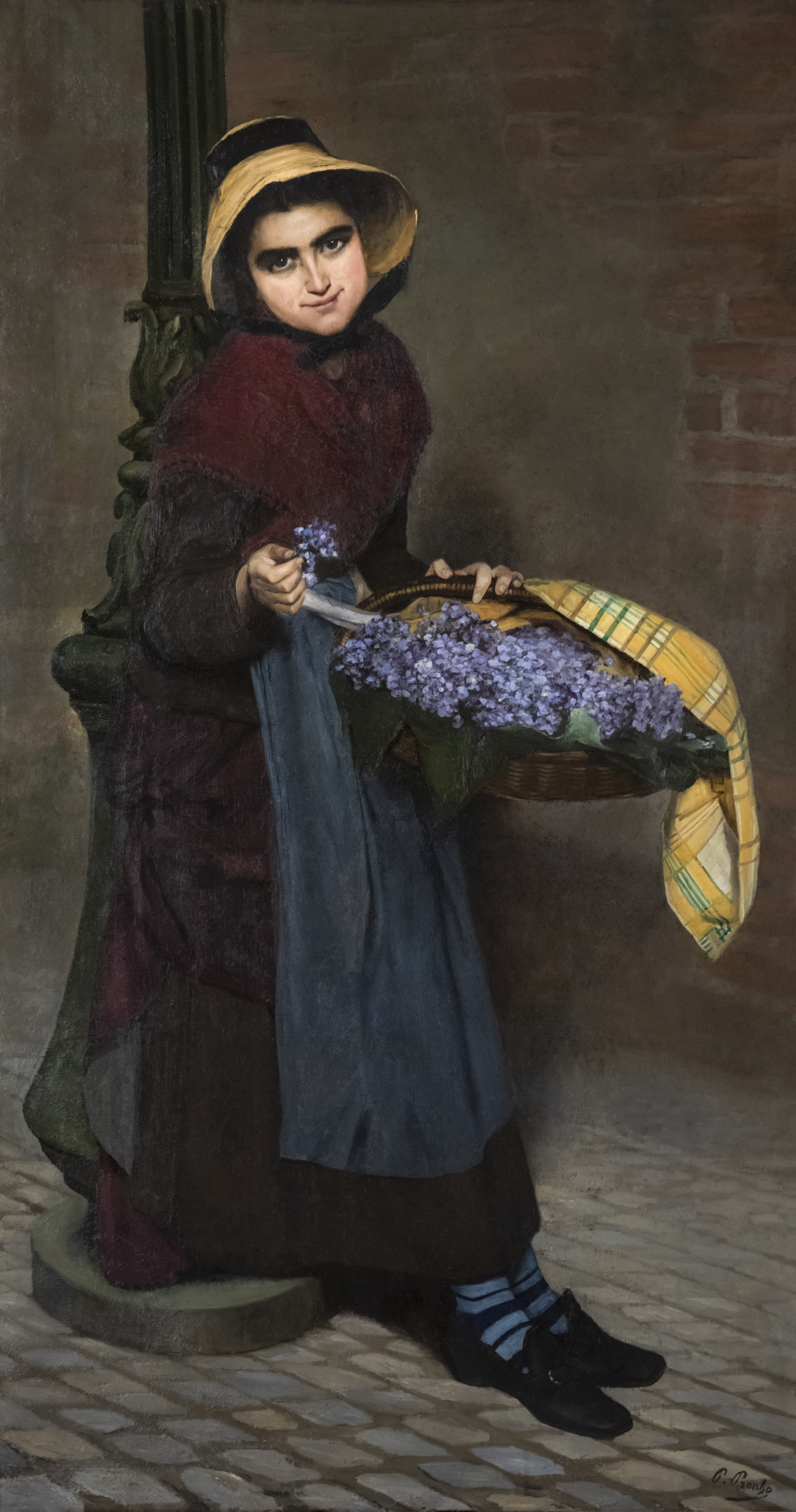
La marchande de violette
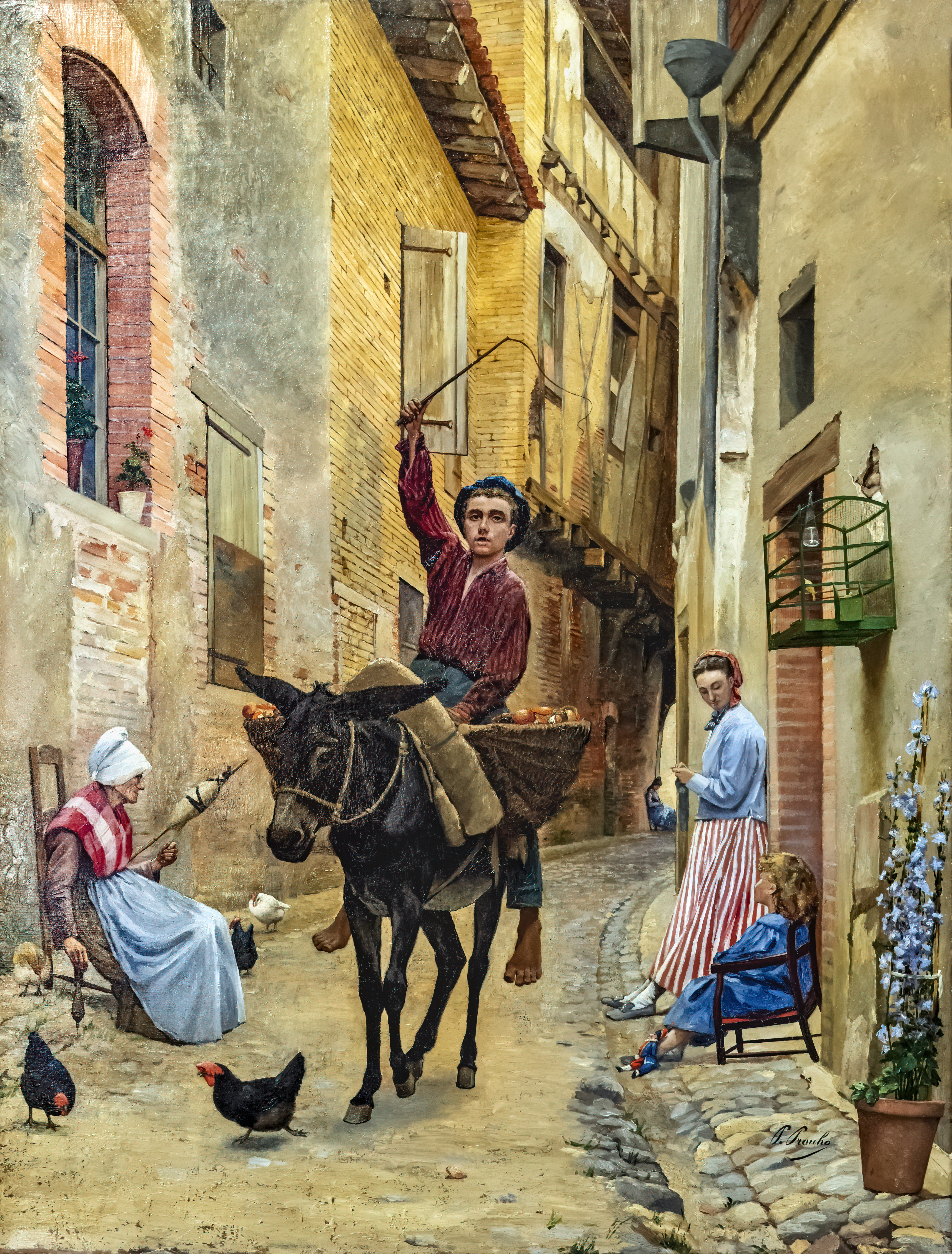
Lo camparoulaïre
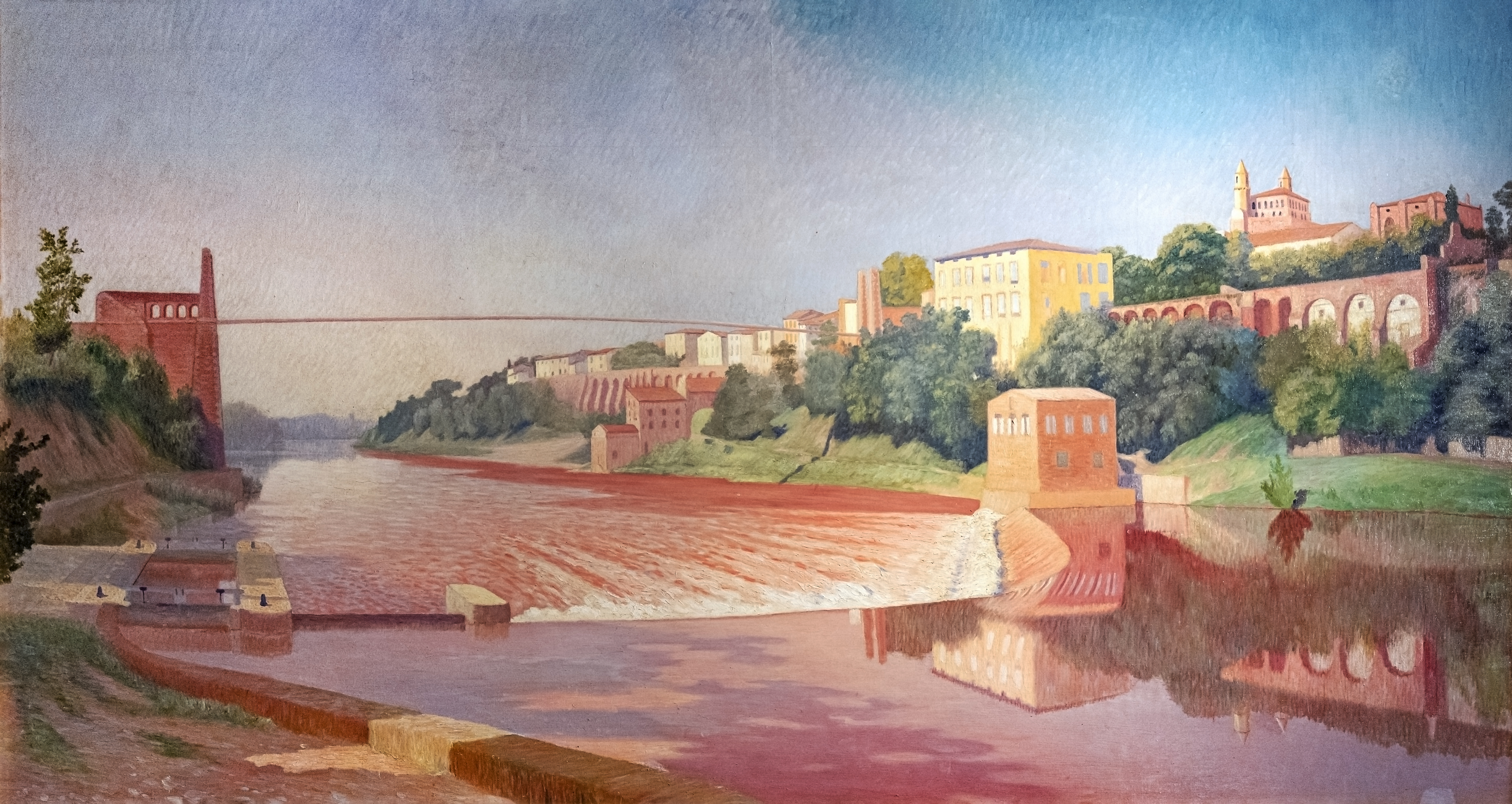
Panorama de Rabastens
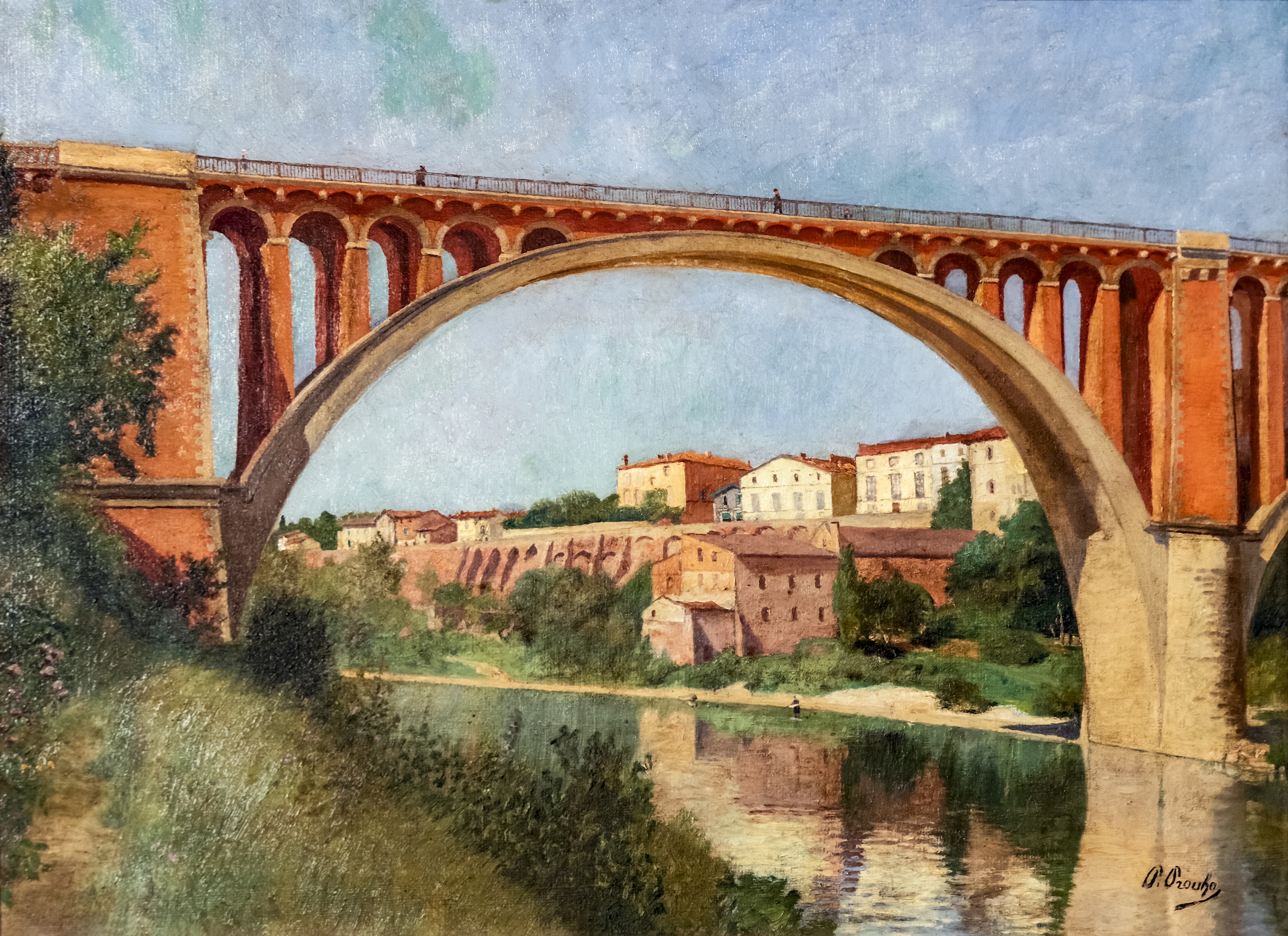
Les Remparts et le pont à Rabastens
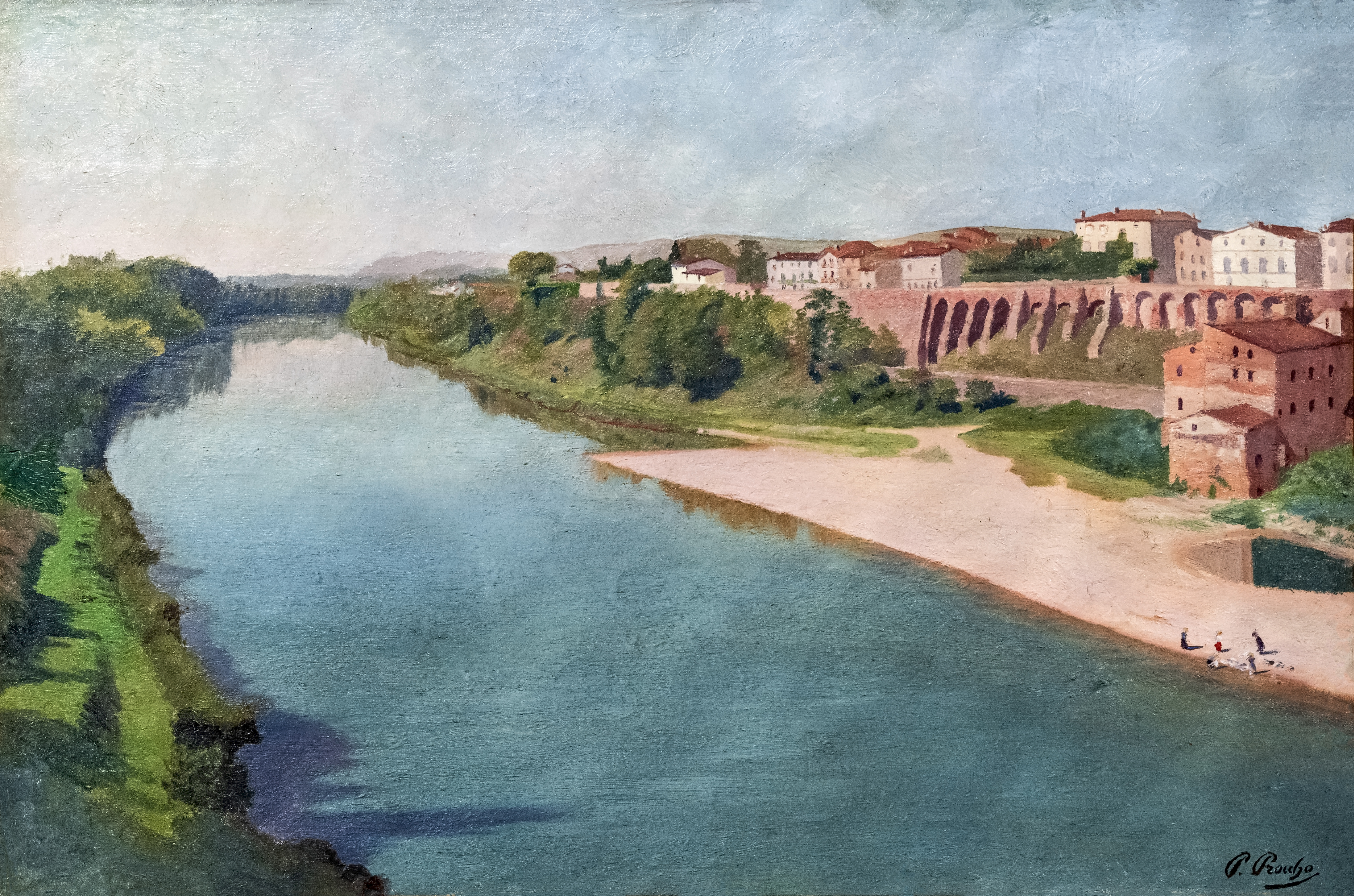
Les Remparts de Rabastens
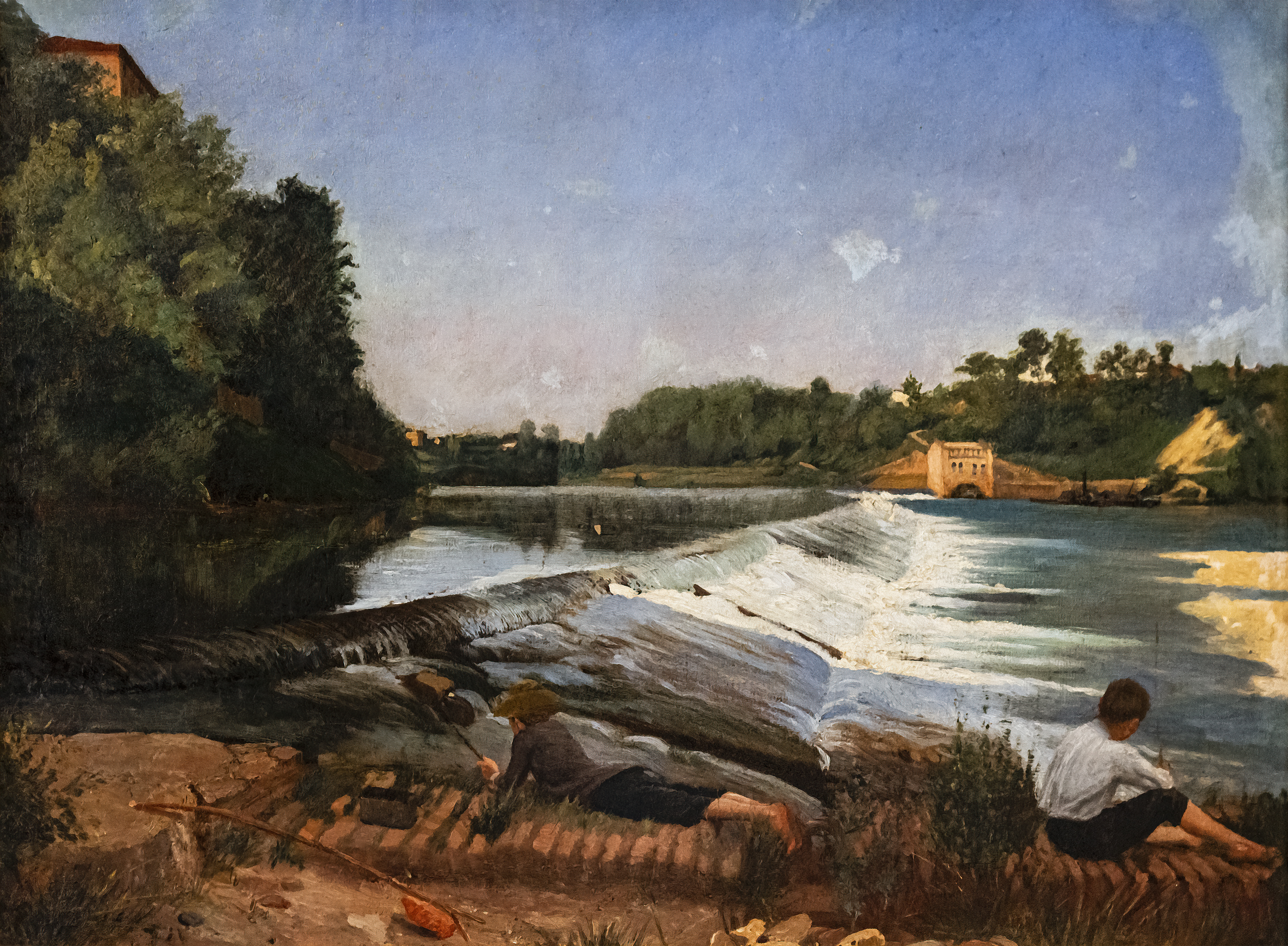
La chaussée de Rabastens
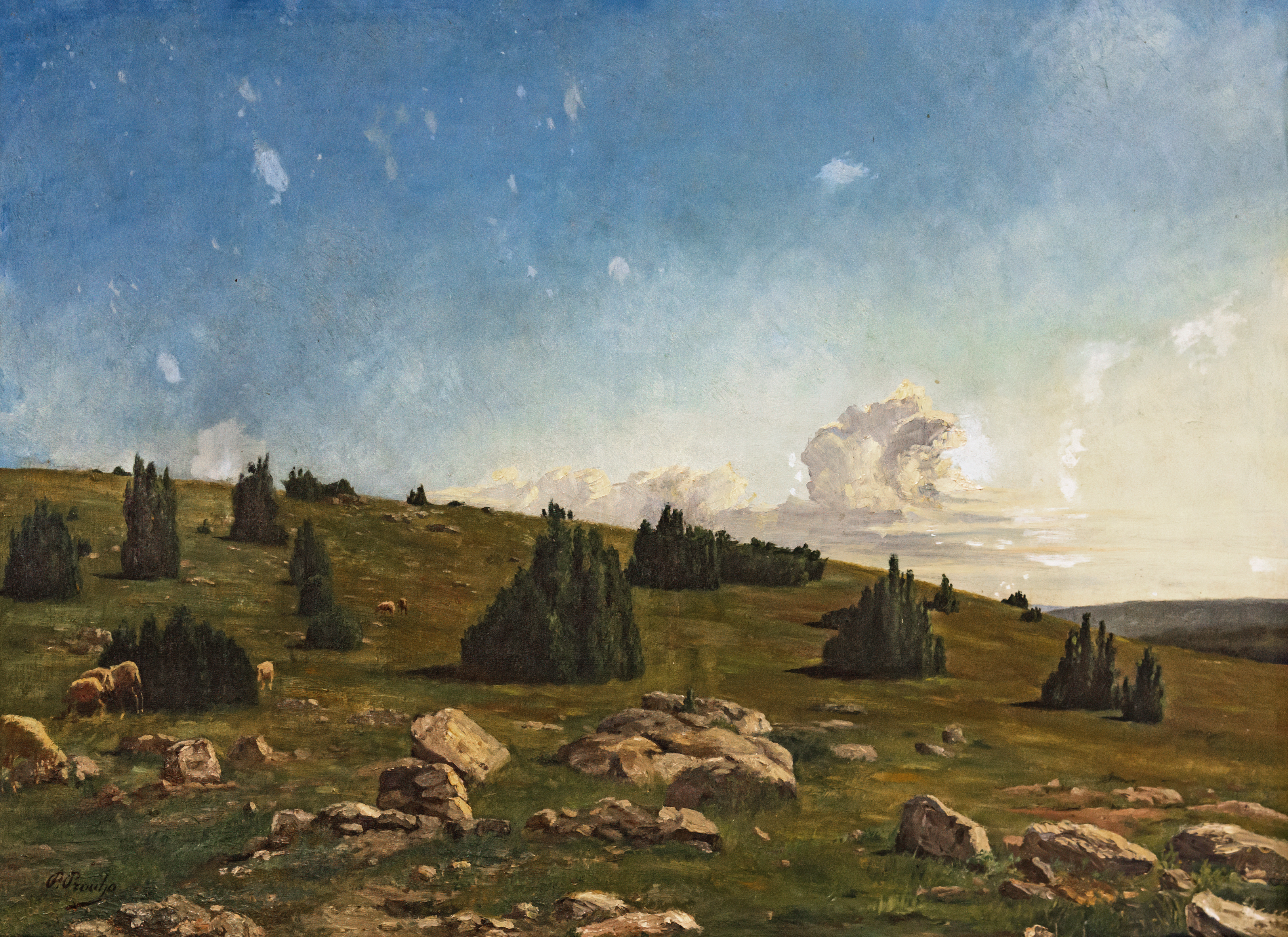
Paysage des Causses (Etude préparatoire à Dieu les Garde)
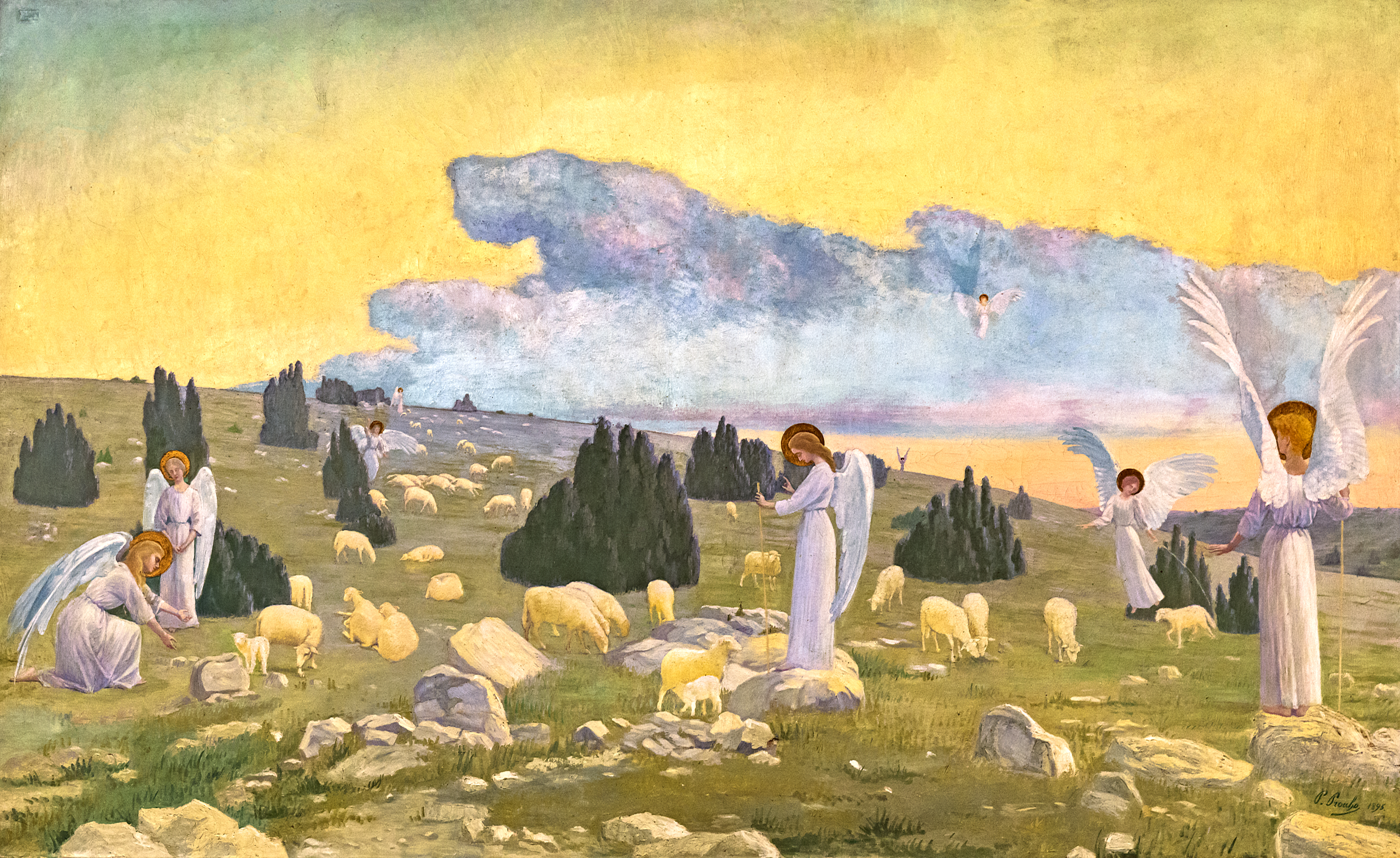
Dieu les Garde
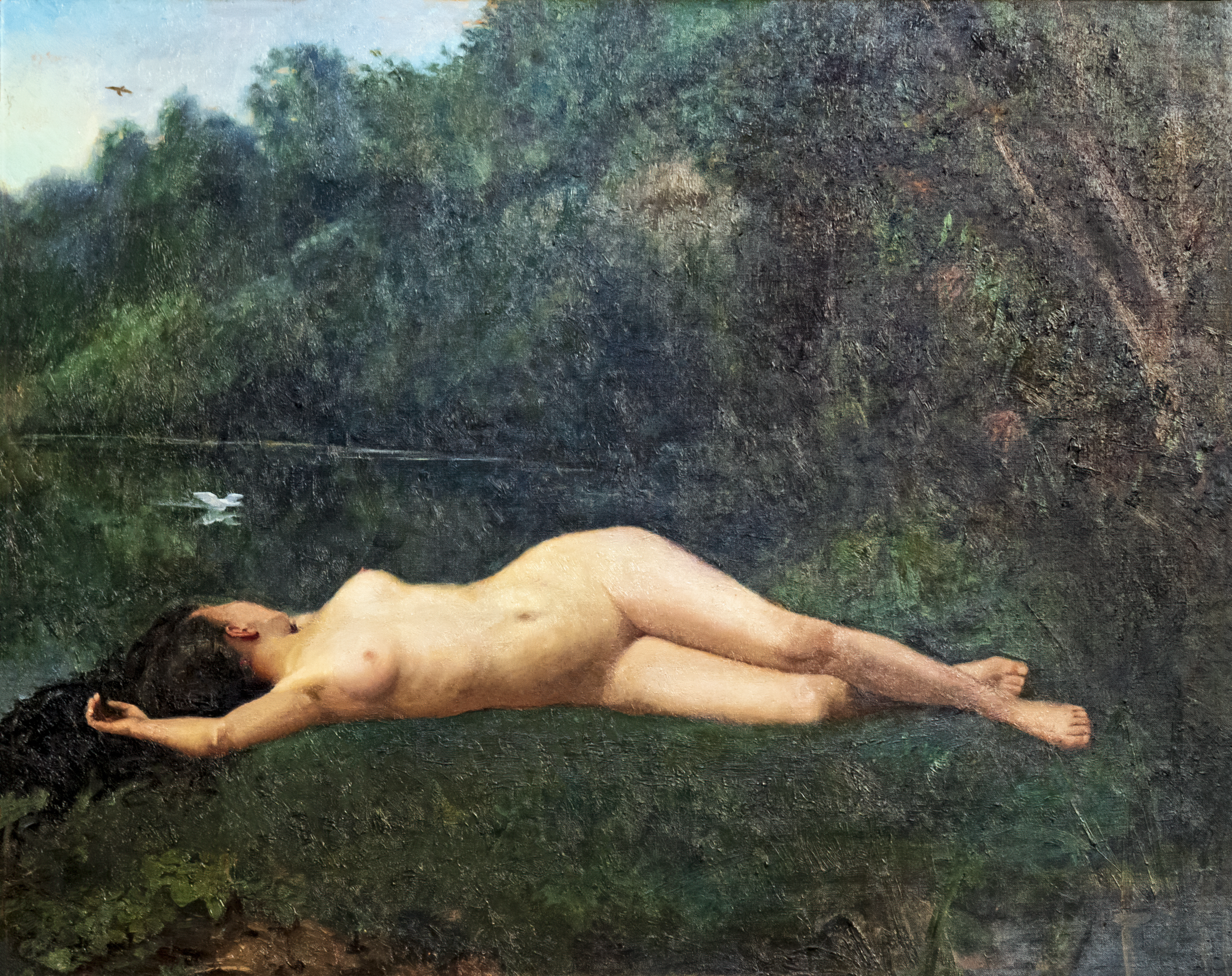
Nu féminin
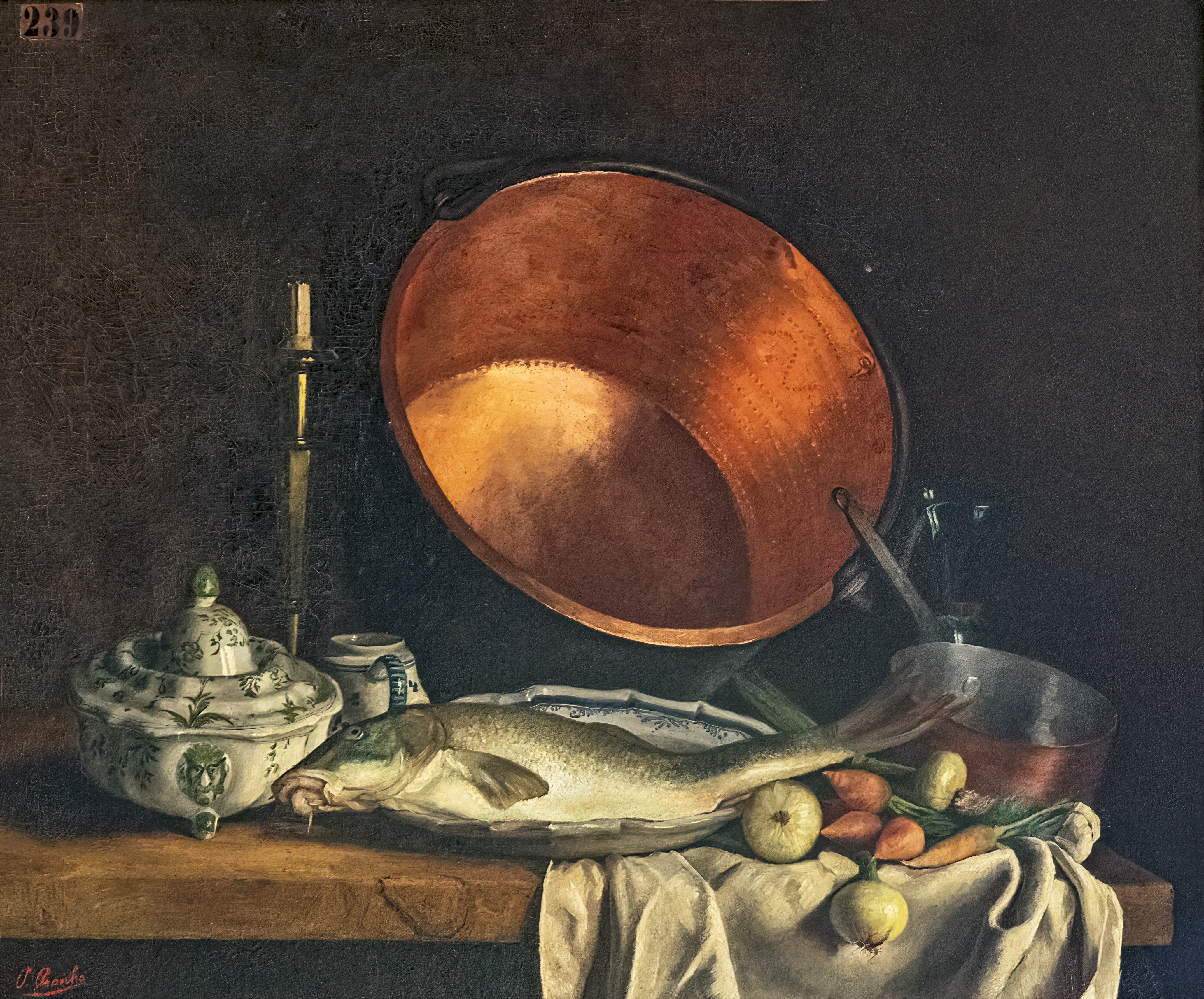
Nature morte au chaudron
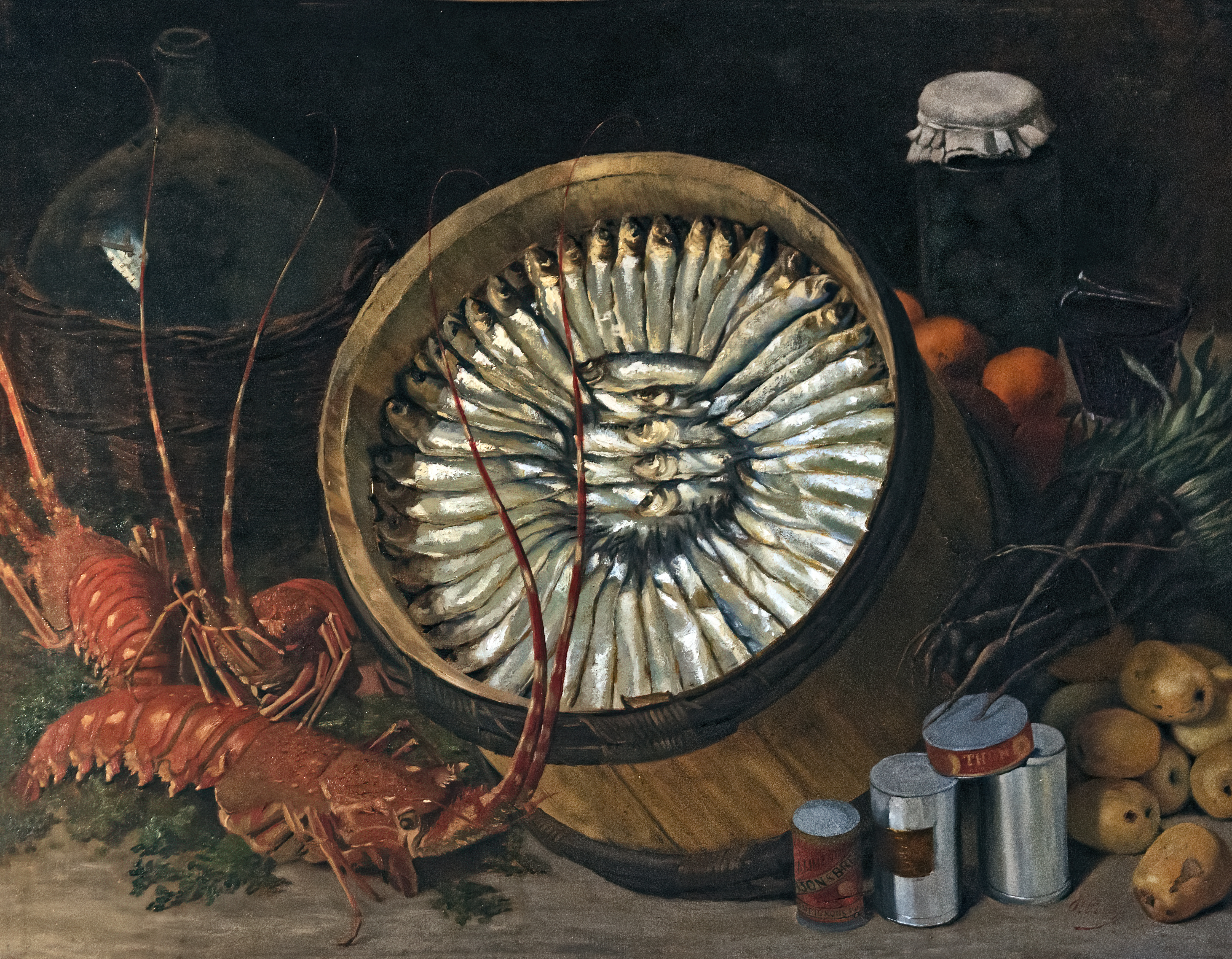
Nature morte au baril de sardines

#### Peinture religieuse
- Le Christ et la Samaritaine Huile sur toile d'un auteur anonyme du ̼XVIIe siècle. Classé au tire des monuments historiques[9].
- Portrait de Jean Auguste de Chastenet de Puységur, Huile sur toile d'un auteur anonyme de 1780.
- La sainte famille Huile sur toile d'un auteur anonyme datée de 1653 par Richard Camps. La sainte famille, l'Esprit saint, saint Jean-Baptiste jeune et un Cardial non identifié. Le tableau est donné par le musée comme inscrit aux monuments historiques.
- Saint Jérôme dans le désert; Huile sur toile d'un auteur anonyme du XVIIe siècle. Inscrit au titre des monuments historiques[10].
- Adoration des bergers; Huile sur toile d'un auteur anonyme du XVIIIe siècle. Inscrit au titre des monuments historiques[11].
- Annonciation; Huile sur toile d'un auteur anonyme du XVIIIe siècle. Inscrit au titre des monuments historiques[12].
- Saint Jean-Baptiste en prière; Huile sur toile d'un auteur anonyme du XVIIe siècle. Inscrit au titre des monuments historiques[13].

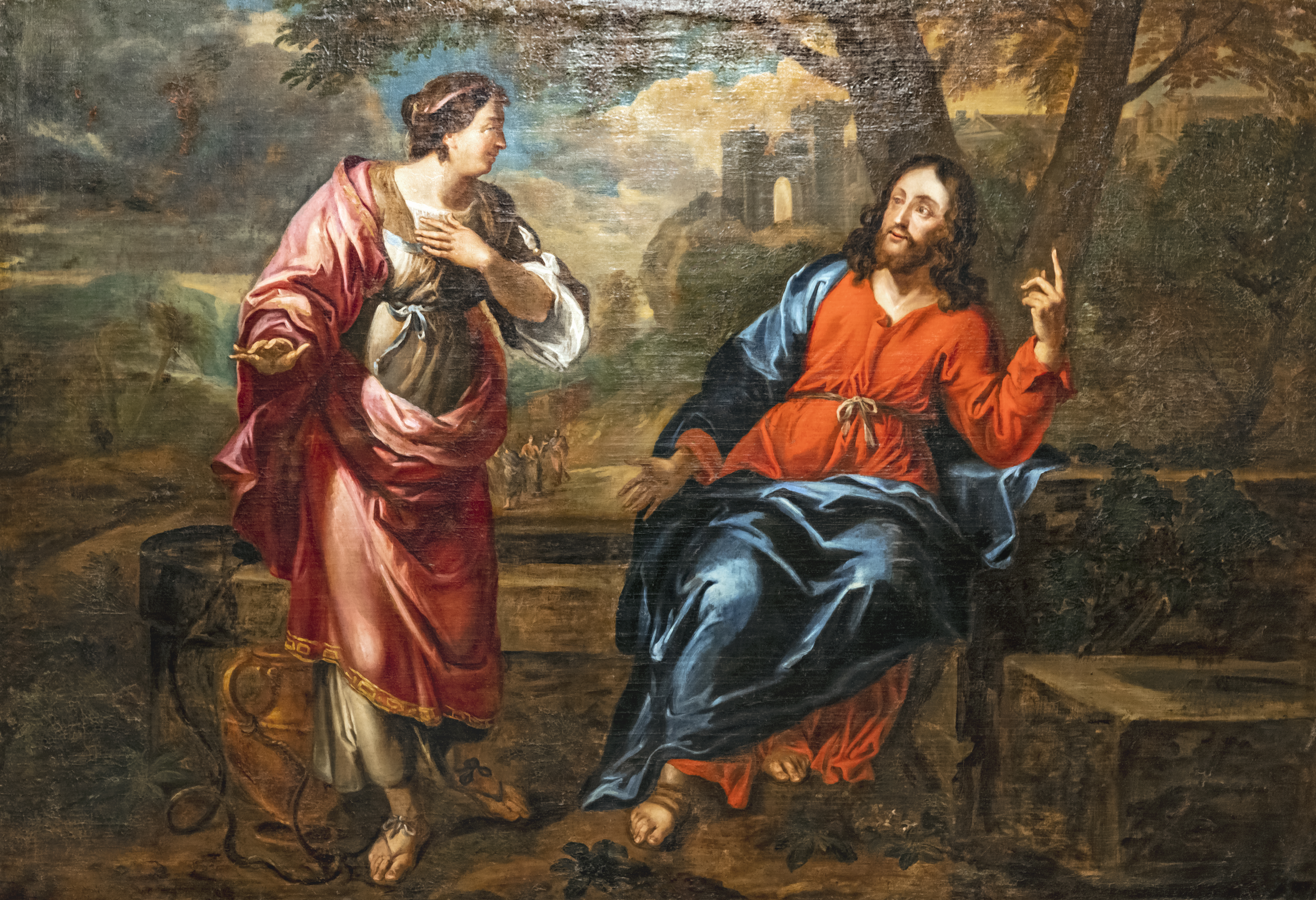
Le Christ et la Samaritaine
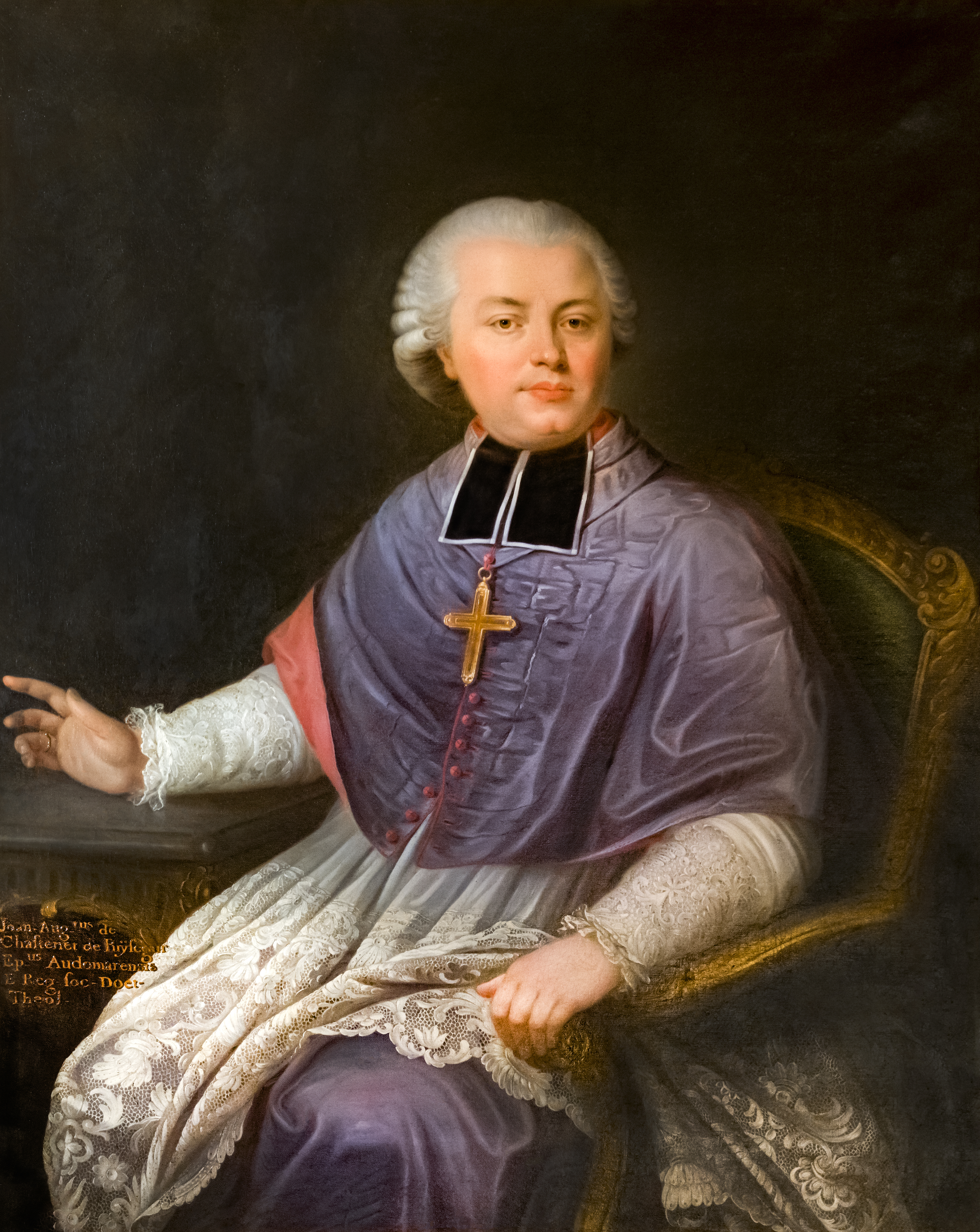
Portrait de Jean Auguste de Chastenet de Puységur
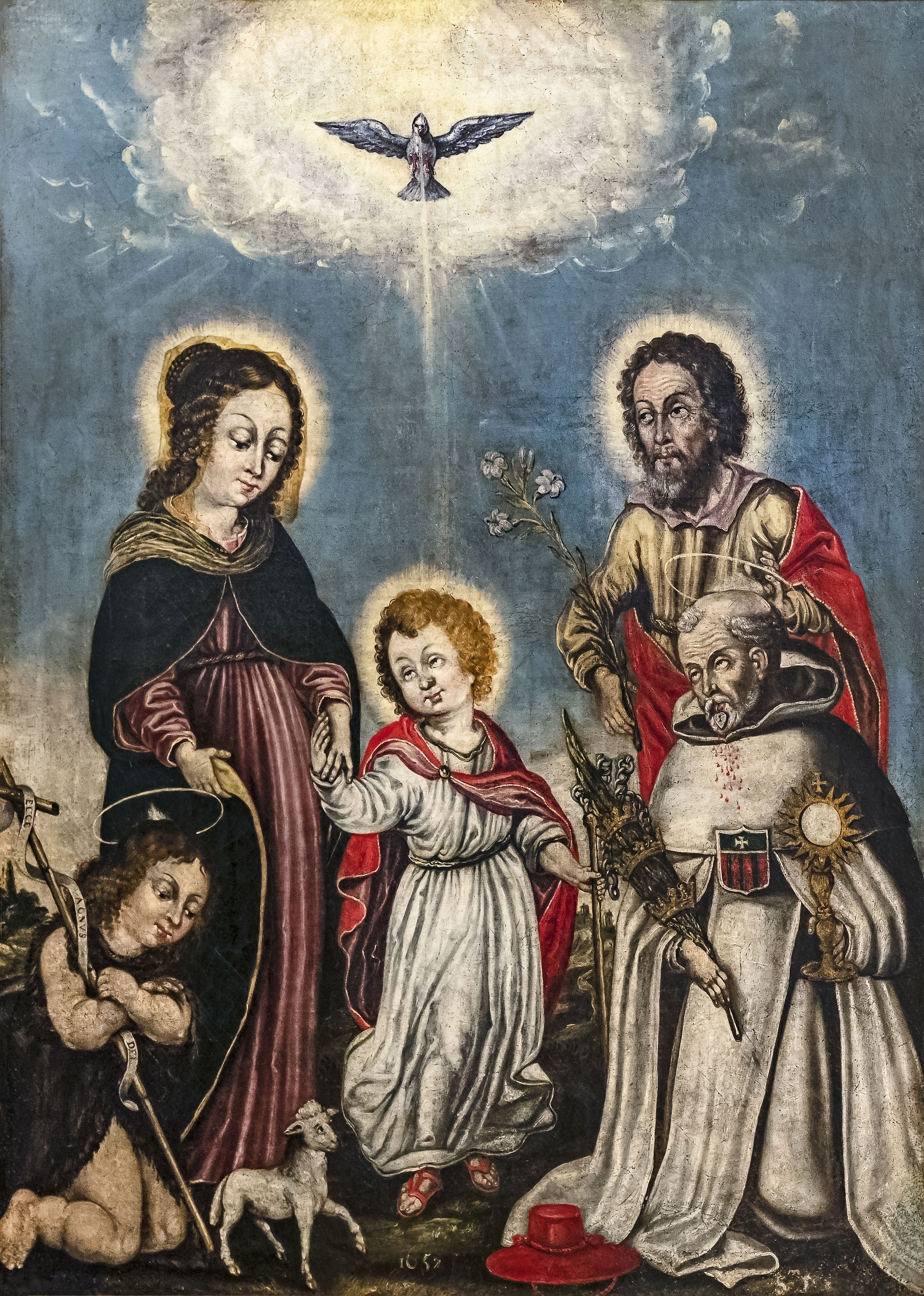
La sainte famille par Richard Camps
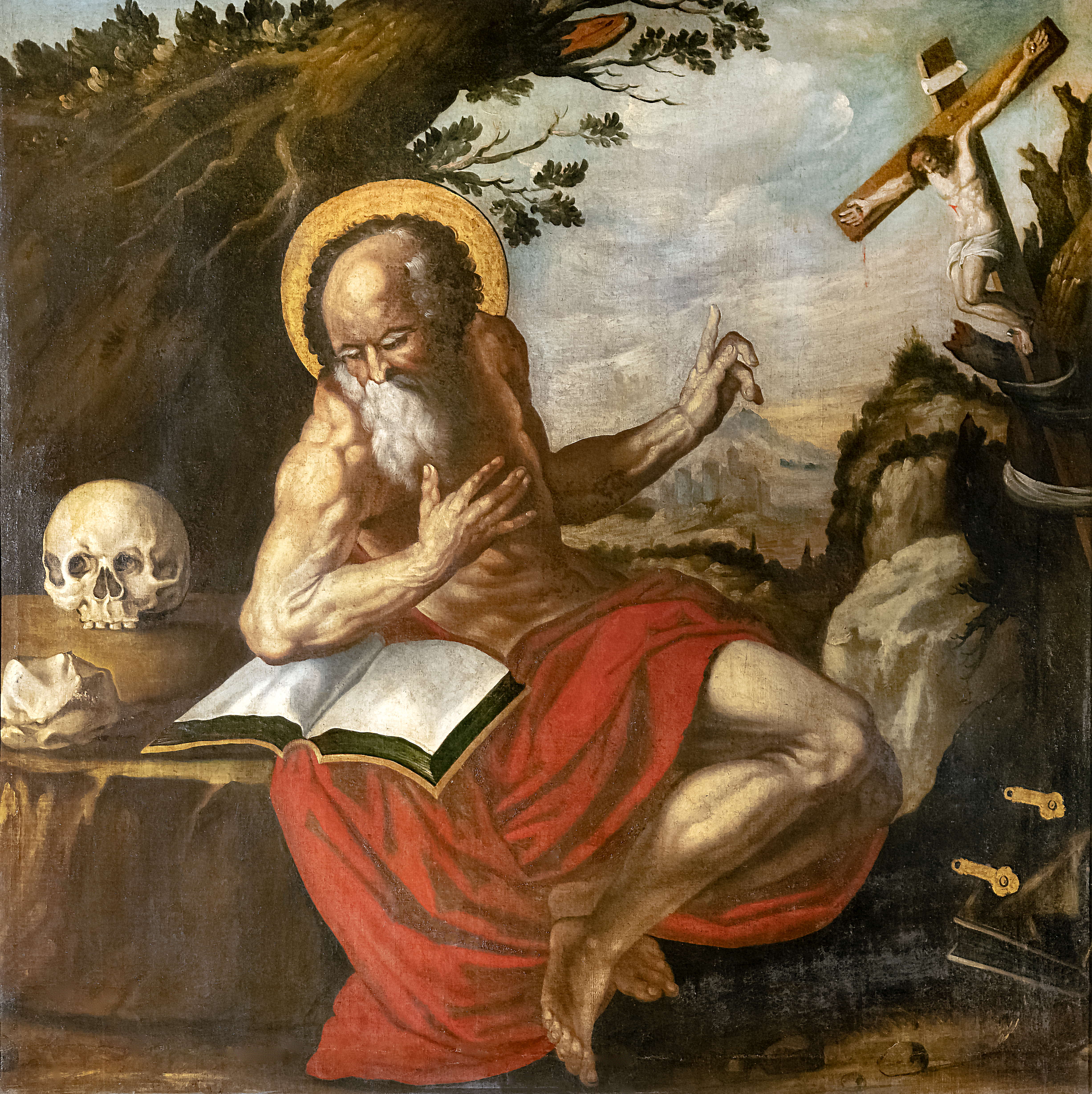
Saint Jérôme dans le désert
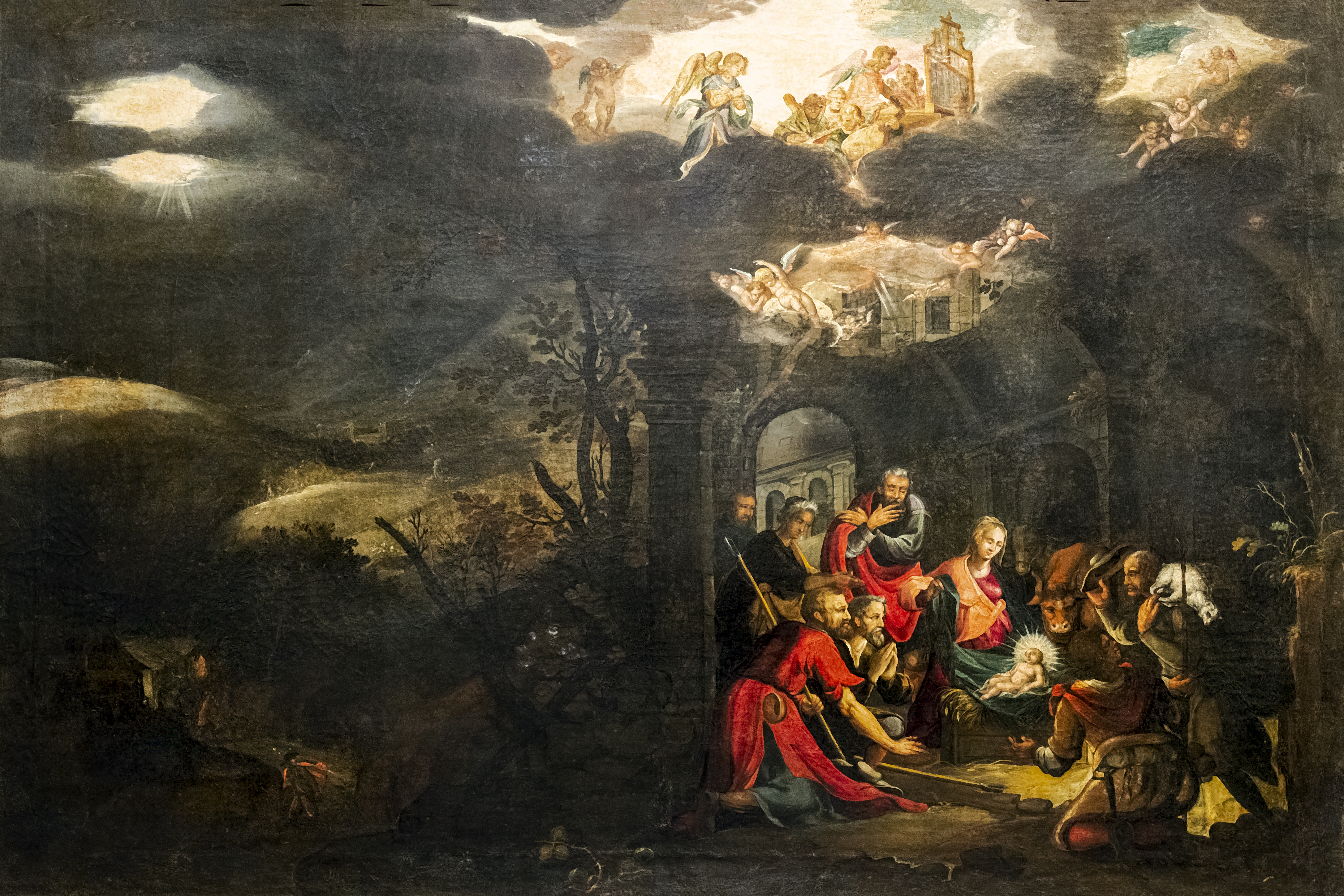
Adoration des bergers
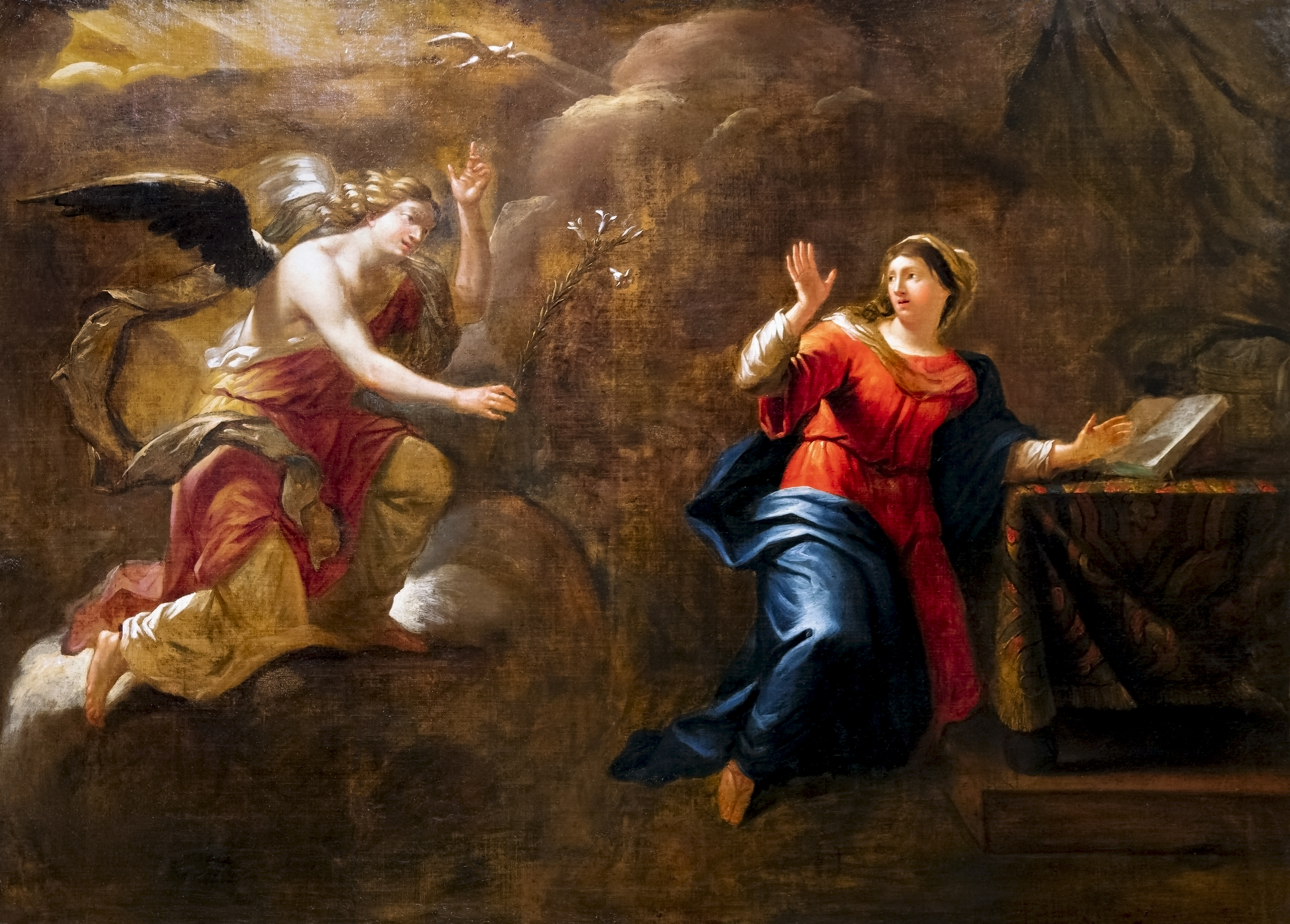
Annonciation
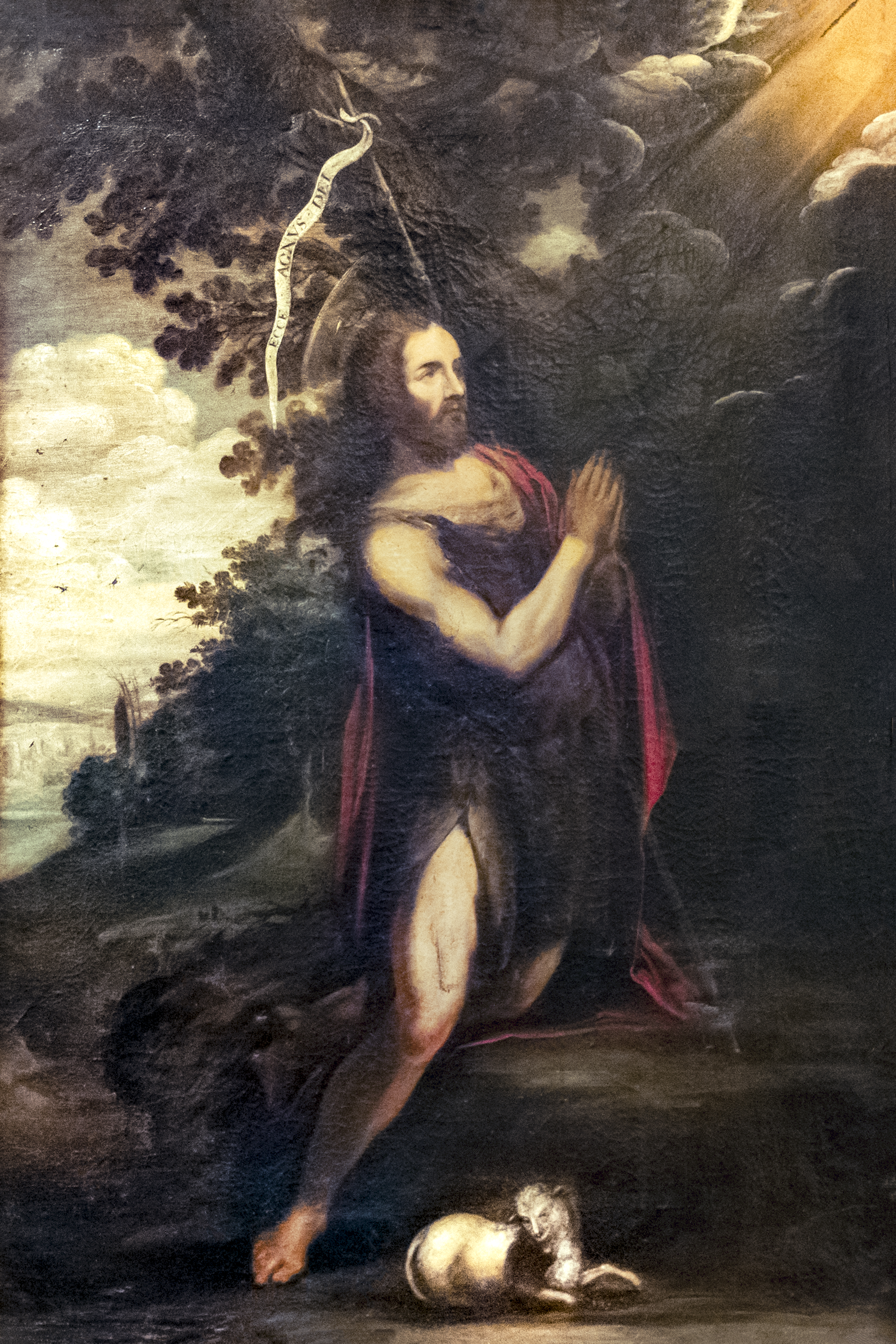
Saint Jean-Baptiste en prière

### Sculpture
- Anonyme :
  - Saint Jacques en pèlerin, bois et polychromie, XVIe siècle. Cette statue provenant de l’église Notre-Dame-du-Bourg de Rabastens a été retiré en même temps que son vis-à-vis, une statue de saint Roch, de la chapelle Saint-Roch. Les deux niches latérales où elles étaient conservées ont été murées de part et d’autre du retable, en 1957. La statue est classée au titre des monuments historiques[14] .
  - Saint Antoine le Grand, bois et polychromie, XVIIe siècle. Cette statue provient de la chapelle Saint-Antoine de l'église Notre-Dame du Bourg de Rabastens. Cette chapelle est aujourd'hui la grande sacristieLa. La statue est classée au titre des monuments historiques[15] .
  - Vierge de pitié de l'église de Saint-Jean de Puycheval, bois et polychromie, XVIe siècle. Cette statue était initialement dans l'église Saint-Jean de Puycheval de Rabastens, elle est classée au titre des monuments historiques[16] ;
  - Buste reliquaire de saint Eutrope, bois, polychromie et dorure du XVIIIe siècle, initialement dans le deuxième sacristie de l'église notre-Dame du Bourg de Rabastens, elle est inscrite au titre des monuments historiques[17]
- Giovanni Leonardi, sculpteur installé à Rabastens dans les années 1950, produit de nombreuses statues et statuettes en terre cuite vernissée.
- Mireille Lobligeois, médailleuse originaire de Rabastens et artiste de la Monnaie de Paris, elle a offert au musée une collection de modèles en plâtre de ses médailles.

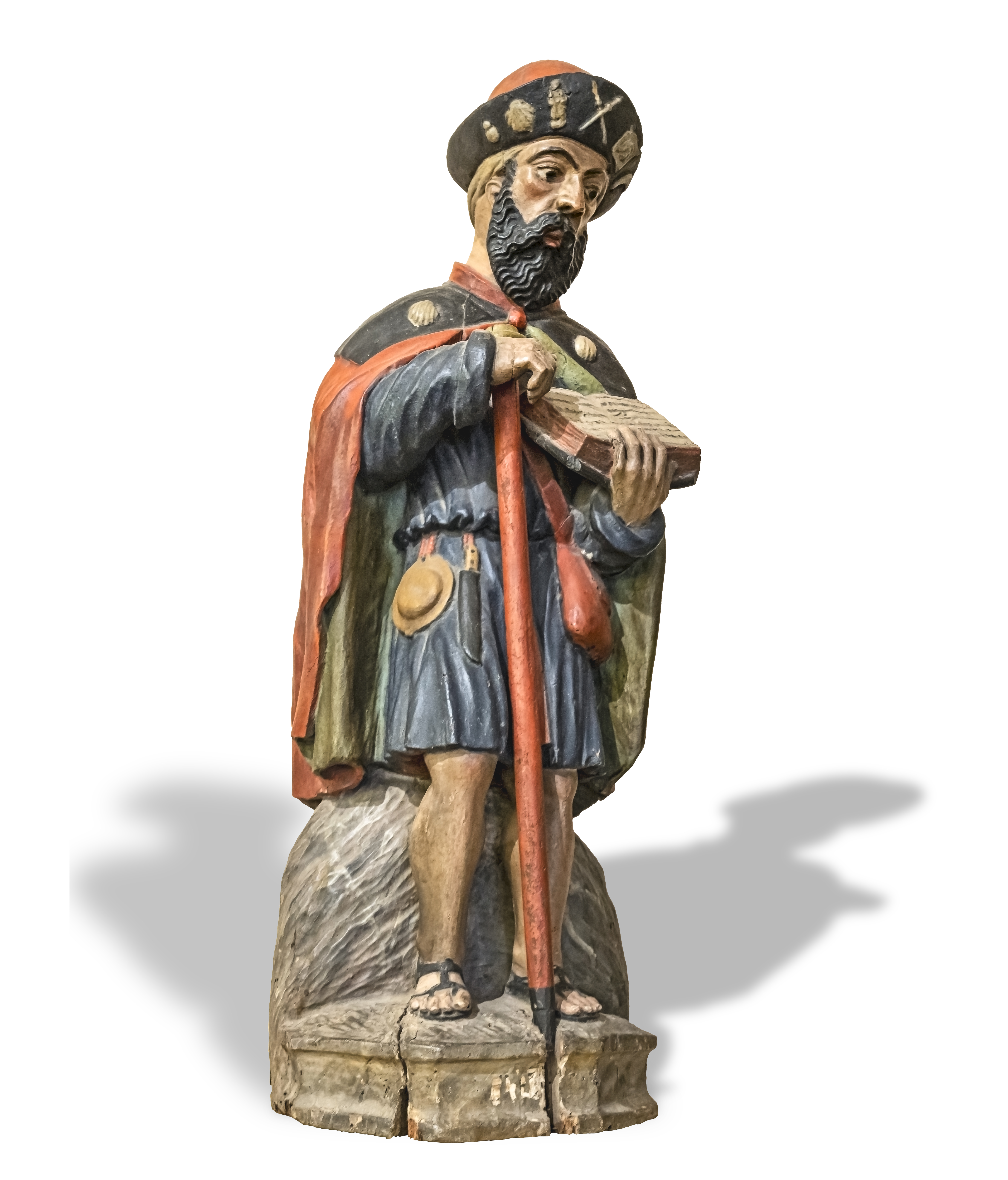
Saint Jacques en pèlerin (XVIe siècle), bois et polychromie.
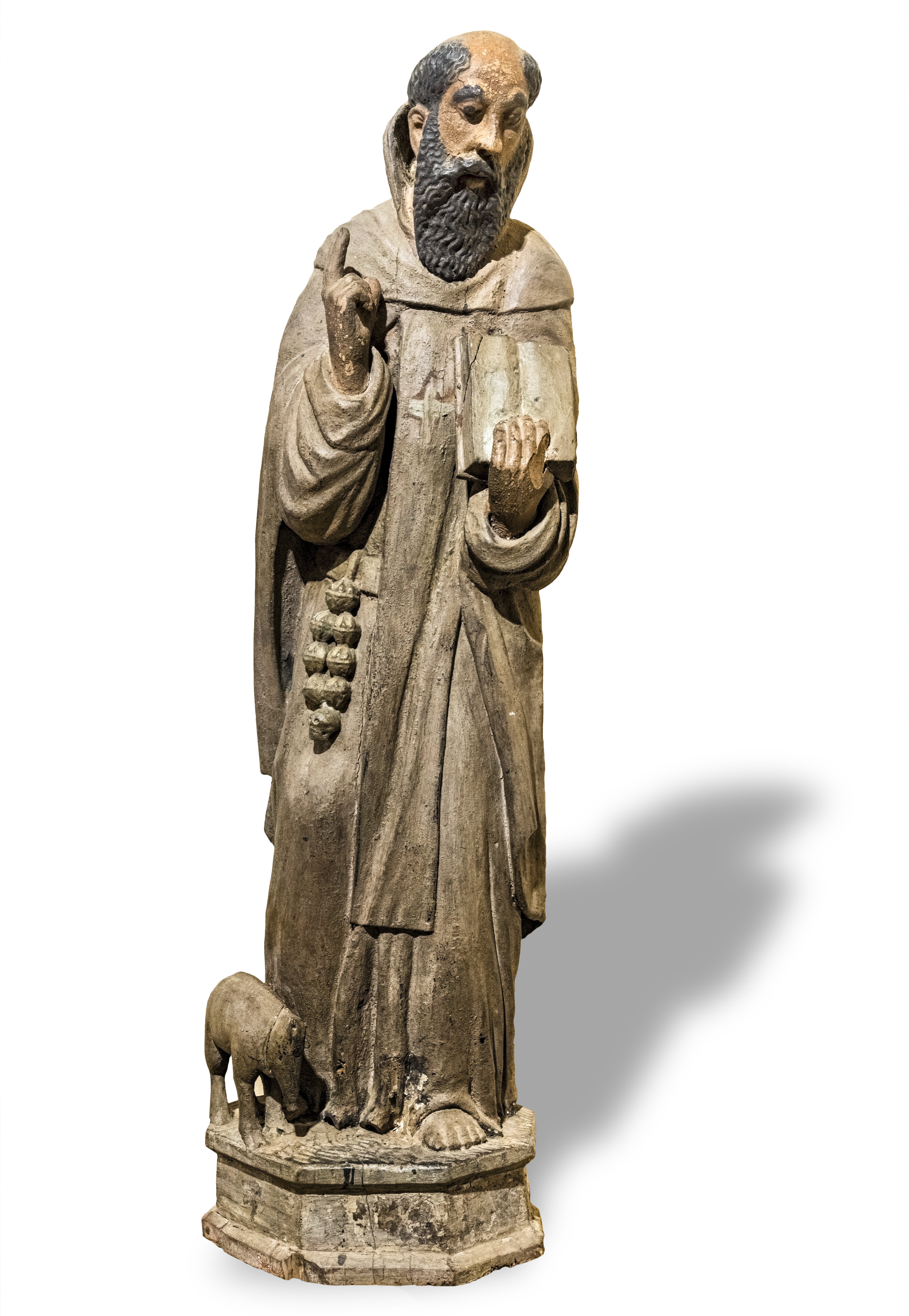
Saint Antoine le Grand (XVIIe siècle), bois et polychromie.
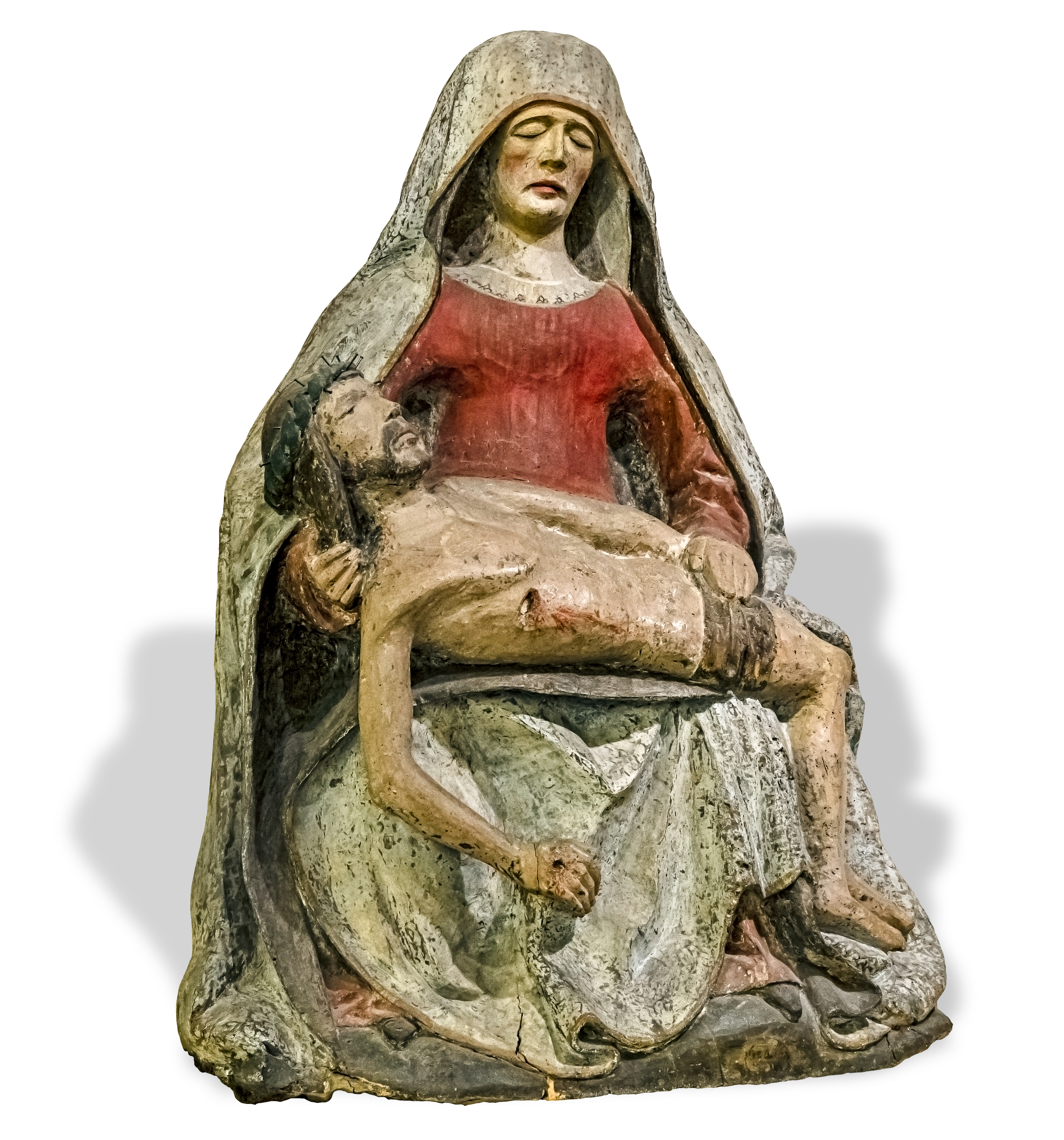
Vierge de pitié de l'église de Saint-Jean de Puycheval (XVIIe siècle).
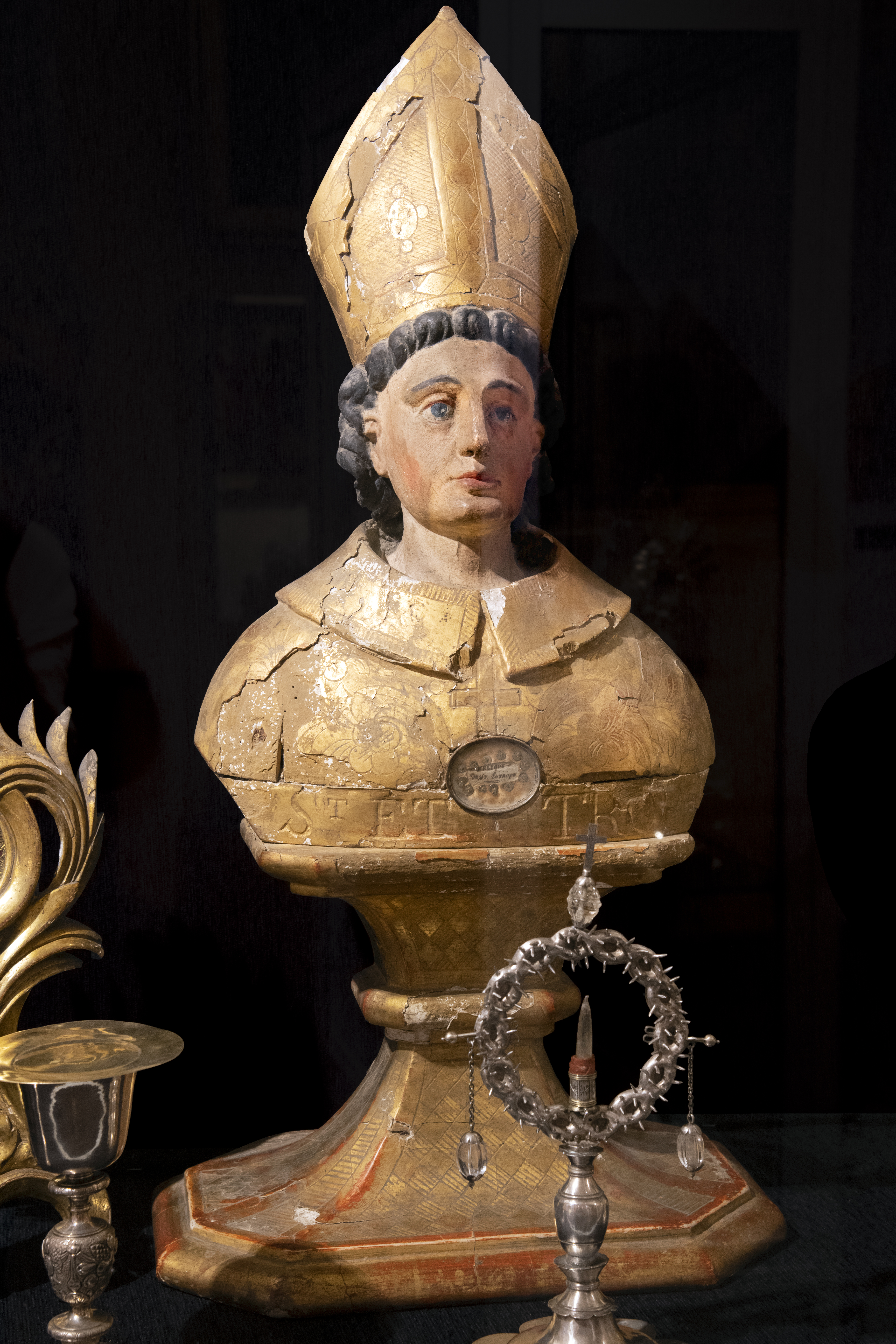
Buste reliquaire de saint Eutrope,  (XVIIIe siècle).

### Textile
Le brodeur parisien René Bégué (1887-1987), plus connu sous le nom de Rébé, qui vécut la fin de sa vie à Rabastens, a légué au musée sa collections de broderies, avec plus de 1 800 maquettes de ses travaux pour la haute couture parisienne.

## Collections permanentes
- Poterie de Giroussens de la collection de M.-L. Galinier, achat en 2003 [19].
- Fonds d'atelier de Luce Boyals, peintures.
- Œuvres de Georges Gaudion, peintre du début du XXe siècle.
- Œuvres de Raymond Lafage, dessins et gravures.

### Dernières acquisitions
- Au nom du fil, collection de tissus brodés.
- État de Sièges.

## Expositions temporaires
Les deux salons du premier étage ornés de stucs du XVIIIe siècle sont dévolus aux expositions temporaires.
- Le Félibrige à Rabastens, mars 2005[20].
- Poteries décorées du XVIe au XXe siècle en Midi-Pyrénées (Gascogne, Toulousain et Agenais) (printemps 2008).
- Boissière et les peintres du Tarn (été 2008).
- Jane Atché, la fin d'un mystère ? (automne 2008)[21].
- Marc Dautry, graveur, buriniste et sculpteur (printemps 2009).
- Porcelaines et faïences de la donation Gélade-Andrieu (XVIIe – XIXe siècle) (été 2009).
- Paul Prouho 1849-1931, peintures à Rabastens (été 2010).
- Le châle cachemire en France au XIXe siècle (été 2011).
- La carte et le territoire, histoire urbaine de Rabastens (printemps 2012).
- Bernard Bouin, peintures (printemps 2013).
- Photographies de Marie-Laure de Decker (été 2013).
- Jean Moulin, graveur (hiver 2014).
- Rabastens et la Guerre 14-18 (printemps 2014).
- Christine Viennet, Gisèle Garric, céramistes (été 2014).
- Jean-Émile Jaurès, peintures (printemps 2015).
- L'art des oubliés (compagnonnage et art populaire) (été 2015).
- Philippe Morlighem, peintures (printemps 2016).
- Le Tarn en céramiques (été 2016), en collaboration avec les archives départementales du Tarn, le musée de la vigne et du vin de Gaillac et la Ville de Graulhet.
- Supernature, sculptures de Jean-Luc Favero (printemps 2017).
- Philippe Vercellotti (été 2017).

## Amis du musée du Pays rabastinois
L'Association des amis du musée du Pays rabastinois poursuit une active politique d'enrichissement du musée, en procédant à des acquisitions d'objets et œuvres d'art concernant l'histoire de Rabastens et des Rabastinois.